# Open di Francia 2010
L'Open di Francia 2010  (conosciuto anche come Roland Garros) è stato un torneo di tennis giocato sulla terra rossa. È stata la 109ª edizione dell'Open di Francia e seconda prova del Grande Slam dell'anno. Si è giocato allo Stade Roland Garros di Parigi in Francia, dal 23 maggio al 6 giugno 2010. I detentori del titolo del singolare maschile e femminile erano rispettivamente Roger Federer e Svetlana Kuznecova, ma sono stati eliminati il primo ai quarti di finale da Robin Söderling, la seconda da Marija Kirilenko al terzo turno.
Rafael Nadal ha vinto il titolo del singolare maschile, Francesca Schiavone quello del singolare femminile.

## Sommario
Lo spagnolo Rafael Nadal si è aggiudicato il titolo senza perdere neanche un set. Il numero 2 del seeding ha debuttato contro la wild card francese Gianni Mina. Nel secondo turno ha battuto l'argentino Horacio Zeballos. Nel turno successivo ha sconfitto l'ex numero 1 del mondo Lleyton Hewitt con il punteggio di 6–3, 6–4, 6–3. Negli ottavi di finale ha avuto la meglio sul brasiliano Thomaz Bellucci sconfitto per 6–2, 7–5, 6–4. Nei quarti di finale ha affrontato e battuto il connazionale Nicolás Almagro 7–6, 7–6, 6–4. In semifinale ha battuto la sorpresa del torneo Jürgen Melzer con il punteggio di 6–2, 6–3, 7–6. Nella finale sul Philippe Chatrier ha battuto lo svedese Robin Söderling 6–4, 6–2, 6–4.
L'italiana Francesca Schiavone ha vinto la Coppa Suzanne Lenglen partendo come nº17 del seeding. Nel 1º turno ha battuto la russa Regina Kulikova perdendo l'unico set del torneo, con il punteggio di 5–7, 6–3, 6–4. Nel 2º turno ha sconfitto Sophie Ferguson 6–2, 6–2. Nel turno successivo ha avuto la meglio su Li Na che ha sconfitto per 6–4, 6–2. Negli ottavi di finale ha battuto un'altra russa: Marija Kirilenko con il punteggio di 6–4, 6–4. Nei quarti di finale ha affrontato la numero 3 del mondo Caroline Wozniacki che ha sconfitto per 6–2, 6–3. In semifinale ha approfittato del ritiro di Elena Dement'eva, dopo che aveva vinto il 1º set al tie-break per 7 a 3. In finale ha sconfitto Samantha Stosur in due set con il punteggio di 6–4, 7–6. Francesca Schiavone diventa la prima italiana a vincere un torneo del Grande Slam.

## Programma del torneo
Il torneo si è svolto in 15 giornate divise in due settimane.

## Qualificazioni e sorteggio
Le qualificazioni per accedere ai tabelloni principali del torneo si sono svolte tra il 18 e il 21 maggio 2010 in tre turni; si sono qualificati i vincitori del terzo turno:
- Per il singolare maschile:Jorge Aguilar, Jorge Aguilar, Thiago Alves, Pablo Andújar, Simone Bolelli, Somdev Devvarman, Martin Fischer, Tejmuraz Gabašvili, Stefano Galvani, Tobias Kamke, Benoît Paire, Olivier Patience, Julian Reister, Jurij Šcukin, Jesse Witten, Santiago Ventura (Lucky Loser), Michael Yani, Grega Žemlja.
- Per il singolare femminile: Misaki Doi, Heidi El Tabakh, Sophie Ferguson, Simona Halep, Ekaterina Ivanova, Kaia Kanepi, Nuria Llagostera Vives, Kurumi Nara, Ksenija Pervak, Anastasija Pivovarova, Chanelle Scheepers, Zhang Shuai.

Le wildcard sono state assegnate a:
- Per il singolare maschile: Ryan Sweeting, Carsten Ball, David Guez, Nicolas Mahut, Gianni Mina, Josselin Ouanna, Laurent Recouderc, Édouard Roger-Vasselin
- Per il singolare femminile: Christina McHale, Jarmila Groth, Stéphanie Cohen-Aloro, Claire Feuerstein, Stéphanie Foretz Gacon, Mathilde Johansson, Kristina Mladenovic, Olivia Sanchez

Il sorteggio dei tabelloni principali dei due singolari è avvenuto il 21 maggio 2010; la testa di serie N.1 del singolare maschile è stata attribuita a Roger Federer.

## Tennisti partecipanti ai singolari

### Singolare maschile
- Singolare maschile

| Campione                   | Campione             | Finalista                | Finalista              |
| -------------------------- | -------------------- | ------------------------ | ---------------------- |
| Rafael Nadal (2)           | Rafael Nadal (2)     | Robin Söderling (5)      | Robin Söderling (5)    |
| Semifinalisti              |                      |                          |                        |
| Tomáš Berdych (15)         | Tomáš Berdych (15)   | Jürgen Melzer (22)       | Jürgen Melzer (22)     |
| Eliminati ai quarti        |                      |                          |                        |
| Roger Federer (1)          | Michail Južnyj (11)  | Novak Đoković (3)        | Nicolás Almagro (19)   |
| Eliminati nel 4º turno     |                      |                          |                        |
| Stan Wawrinka (20)         | Marin Čilić (10)     | Andy Murray (4)          | Jo-Wilfried Tsonga (8) |
| Tejmuraz Gabašvili (Q)     | Robby Ginepri        | Fernando Verdasco (7)    | Thomaz Bellucci (24)   |
| Eliminati nel 3º turno     |                      |                          |                        |
| Julien Reister             | Fabio Fognini        | Leonardo Mayer           | Albert Montañés (29)   |
| Marcos Baghdatis (25)      | John Isner (17)      | Viktor Troicki           | Thiemo de Bakker       |
| Andy Roddick (6)           | David Ferrer (9)     | Juan Carlos Ferrero (16) | Victor Hănescu (31)    |
| Philipp Kohlschreiber (30) | Aleksandr Dolhopolov | Ivan Ljubičić (14)       | Lleyton Hewitt (28)    |
| Eliminati nel 2º turno     |                      |                          |                        |
| Alejandro Falla            | Olivier Rochus       | Andreas Beck             | Gaël Monfils (13)      |
| Daniel Gimeno Traver       | Julien Benneteau     | Tobias Kamke (Q)         | Taylor Dent            |
| Juan Ignacio Chela         | Marcel Granollers    | Marco Chiudinelli        | Édouard Roger-Vasselin |
| Lukáš Lacko                | Carsten Ball (WC)    | Guillermo García López   | Josselin Ouanna (WC)   |
| Blaž Kavčič                | Grega Žemlia (Q)     | Nicolas Mahut            | Xavier Malisse         |
| Pere Riba                  | Potito Starace       | Jurij Šcukin (Q)         | Kei Nishikori          |
| Florent Serra              | Andreas Seppi        | Steve Darcis             | Fernando González (12) |
| Mardy Fish                 | Pablo Andújar (Q)    | Denis Istomin            | Horacio Zeballos       |
| Eliminati nel 1º turno     |                      |                          |                        |
| Peter Luczak               | Janko Tipsarević     | Benoît Paire (Q)         | Feliciano López (27)   |
| Jan Hájek                  | Paolo Lorenzi        | Nicolás Massú            | Florian Mayer          |
| Ricardo Mello              | Dmitrij Tursunov     | Serhij Stachovs'kyj      | Ernests Gulbis (23)    |
| Stefano Galvani (Q)        | Stéphane Robert      | Nicolás Lapentti         | Laurent Recouderc (WC) |
| Richard Gasquet            | Ryan Sweeting (WC)   | Paul-Henri Mathieu       | Jesse Witten (Q)       |
| Andrey Gobulev             | Somdev Devvarman     | Kevin Anderson           | Jorge Aguilar (Q)      |
| Michał Przysiężny          | Michael Yani (Q)     | Philipp Petzschner       | Tommy Robredo (21)     |
| Rainer Schüttler           | Olivier Patience (Q) | Łukasz Kubot             | Daniel Brands          |
| Jarkko Nieminen            | Eduardo Schwank      | Daniel Köllerer          | Juan Mónaco (26)       |
| Dudi Sela                  | Miša Zverev          | Simon Greul              | David Guez (WC)        |
| Pablo Cuevas               | Marc Gicquel         | Illja Marčenko           | Sam Querrey (18)       |
| Óscar Hernández            | Rajeev Ram           | Santiago Giraldo         | Evgenij Korolëv        |
| Igor' Kunicyn              | Michael Russell      | Santiago Ventura (LL)    | Karol Beck             |
| Robin Haase (PR)           | Kristov Vliegen      | Arnaud Clément           | Thiago Alves (Q)       |
| Lu Yen-hsun                | Michael Berrer       | Simone Bolelli (Q)       | Michaël Llodra         |
| Jérémy Chardy              | Benjamin Becker      | Martin Fischer (Q)       | Gianni Mina (WC)       |

### Singolare femminile
- Singolare femminile

| Campionessa                   | Campionessa              | Finalista                   | Finalista                  |
| ----------------------------- | ------------------------ | --------------------------- | -------------------------- |
| Francesca Schiavone (17)      | Francesca Schiavone (17) | Samantha Stosur (7)         | Samantha Stosur (7)        |
| Semifinaliste                 |                          |                             |                            |
| Jelena Janković (4)           | Jelena Janković (4)      | Elena Dement'eva (5)        | Elena Dement'eva (5)       |
| Eliminati ai quarti           |                          |                             |                            |
| Serena Williams (1)           | Jaroslava Švedova        | Caroline Wozniacki (3)      | Nadia Petrova (19)         |
| Eliminate nel 4º turno        |                          |                             |                            |
| Shahar Peer (18)              | Justine Henin (22)       | Daniela Hantuchová (23)     | Jarmila Groth (WC)         |
| Marija Kirilenko (30)         | Flavia Pennetta (14)     | Chanelle Scheepers (Q)      | Venus Williams (2)         |
| Eliminate nel 3º turno        |                          |                             |                            |
| Anastasija Pavljučenkova (29) | Marion Bartoli (13)      | Marija Šarapova (12)        | Anastasija Pivovarova (Q)  |
| Al'ona Bondarenko (27)        | Yanina Wickmayer (16)    | Anastasija Rodionova        | Alisa Klejbanova (28)      |
| Svetlana Kuznecova (6)        | Li Na (11)               | Polona Hercog               | Alexandra Dulgheru (31)    |
| Aleksandra Wozniak            | Akgul Amanmuradova       | Aravane Rezaï (15)          | Dominika Cibulková (26)    |
| Eliminate nel 2º turno        |                          |                             |                            |
| Julia Görges                  | Jill Craybas             | B Mattek-Sands (LL)         | Olivia Sanchez (WC)        |
| Kirsten Flipkens              | Klára Koukalová          | Zheng Jie (25)              | Rossana de los Ríos        |
| Kaia Kanepi (Q)               | Magdaléna Rybáriková     | Vol'ha Havarcova            | Sybille Bammer             |
| Kimiko Date Krumm             | Vera Zvonarëva (21)      | Ana Ivanović                | Agnieszka Radwańska (8)    |
| Andrea Petković               | Yvonne Meusburger        | Sophie Ferguson (Q)         | Stéphanie Cohen-Aloro (WC) |
| Roberta Vinci                 | Lucie Šafářová (24)      | Timea Bacsinszky            | Tathiana Garbin            |
| Anabel Medina Garrigues       | Kateryna Bondarenko (32) | Johanna Larsson             | Gisela Dulko               |
| Angelique Kerber              | Ágnes Szávay             | Varvara Lepchenko           | Arantxa Parra Santonja     |
| Eliminate nel 1º turno        |                          |                             |                            |
| Stefanie Vögele               | Melinda Czink            | Katie O'Brien               | Alizé Cornet               |
| Nuria Llagostera Vives (Q)    | Vania King               | Shenay Perry                | Maria Elena Camerin        |
| Ksenija Pervak (Q)            | Ayumi Morita             | Katarina Srebotnik          | Cvetana Pironkova          |
| Ekaterina Byčkova             | Ioana Raluca Olaru       | Barbora Strýcová            | Simona Halep (Q)           |
| Alicia Molik                  | Pauline Parmentier       | Sofia Arvidsson             | Vera Duševina              |
| Tamarine Tanasugarn           | Carla Suárez Navarro     | Mariana Duque Mariño        | Sandra Záhlavová           |
| Dinara Safina (9)             | Latisha Chan             | Ekaterina Makarova          | Alberta Brianti            |
| Marija Korytceva              | Chang Kai-cheng          | Sara Errani                 | Elena Baltacha             |
| Sorana Cîrstea                | Elena Vesnina            | Claire Feuerstein (WC)      | Karolina Šprem             |
| Regina Kulikova               | Petra Kvitová            | Stéphanie Dubois            | Kristina Mladenovic (WC)   |
| Anne Keothavong               | Virginie Razzano         | Misaki Doi (Q)              | Jelena Dokić               |
| Lucie Hradecká                | Tatjana Maria            | Kristina Barrois            | Alla Kudrjavceva           |
| Petra Martić                  | Melanie Oudin            | Iveta Benešová              | Julie Coin                 |
| MJ Martínez Sánchez (20)      | Anastasija Sevastova     | Mathilde Johansson          | Viktoryja Azaranka (10)    |
| Heidi El Tabakh (Q)           | Anna Čakvetadze          | Stéphanie Foretz Gacon (WC) | Zhang Shuai (Q)            |
| Ekaterina Ivanova (Q)         | Christina McHale (WC)    | Kurumi Nara (Q)             | Patty Schnyder             |

## Calendario

### 23 maggio (1º giorno)
Nella 1ª giornata si sono giocati gli incontri del primo turno dei singolari maschili e femminili in base al programma della giornata
Nel torneo del singolare maschile lo svedese Robin Söderling ha battuto per 6-0, 6-2, 6-3 il francese Laurent Recouderc. Il russo Michail Južnyj ha battuto 6-1, 6-0, 6-4 il polacco Przysiezny Marin Čilić ha passato il turno battendo il brasiliano Ricardo Mello per 6-1, 3-6, 6-3, 6-1. Il francese Julien Benneteau ha vinto contro il lettone Ernests Gulbis che si è ritirato a inizio terzo set per un infortunio alla coscia. Il francese Jo-Wilfried Tsonga ha sconfitto tedesco Daniel Brands in cinque set con il punteggio di 4-6, 6-3, 6-3, 6²-7, 7-5.
Nel torneo del singolare femminile la detentrice del titolo Svetlana Kuznecova ha battuto la rumena Sorana Cîrstea per 6-3, 6-1. La statunitense Venus Williams ha estromesso dal torneo battendo per 6-3, 6-3 Patty Schnyder. La testa di serie numero 10 Viktoryja Azaranka ha perso contro l'argentina Gisela Dulko che ha passato il turno grazie alla vittoria per 6-1, 6-2.
| Incontri sui campi principali                         | Incontri sui campi principali                         | Incontri sui campi principali                         | Incontri sui campi principali                         |
| Incontri sul Court Philippe Chatrier (Campo centrale) | Incontri sul Court Philippe Chatrier (Campo centrale) | Incontri sul Court Philippe Chatrier (Campo centrale) | Incontri sul Court Philippe Chatrier (Campo centrale) |
| Turno                                                 | Vincitore                                             | Perdente                                              | Punteggio                                             |
| ----------------------------------------------------- | ----------------------------------------------------- | ----------------------------------------------------- | ----------------------------------------------------- |
| 1º turno singolare femminile                          | Svetlana Kuznecova [6]                                | Sorana Cîrstea                                        | 6–3, 6–1                                              |
| 1º turno singolare maschile                           | Robin Söderling [5]                                   | Laurent Recouderc [WC]                                | 6–0, 6–2, 6–3                                         |
| 1º turno singolare femminile                          | Aravane Rezaï [15]                                    | Heidi El Tabakh [Q]                                   | 6–1, 6–1                                              |
| 1º turno singolare maschile                           | Jo-Wilfried Tsonga [8]                                | Daniel Brands                                         | 4–6, 6–3, 6–2, 6²–7, 7–5                              |
| Incontri sul Court Suzanne Lenglen (Grandstand)       |                                                       |                                                       |                                                       |
| Turno                                                 | Vincitore                                             | Perdente                                              | Punteggio                                             |
| 1º turno singolare maschile                           | Marin Čilić [10]                                      | Ricardo Mello                                         | 6–1, 3–6, 6–3, 6–1                                    |
| 1º turno singolare femminile                          | Gisela Dulko                                          | Viktoryja Azaranka [10]                               | 6–1, 6–2                                              |
| 1º turno singolare maschile                           | Julien Benneteau                                      | Ernests Gulbis [23]                                   | 6–4, 6–2, 1–0 rit                                     |
| 1º turno singolare femminile                          | Venus Williams [2]                                    | Patty Schnyder                                        | 6–3, 6–3                                              |
| 1º turno singolare femminile                          | Nadia Petrova [19]                                    | Zhang Shuai                                           | 6–0, 6–3                                              |

- Teste di serie eliminate:
  - Singolare maschile: Ernests Gulbis (23)
  - Singolare femminile:  Viktoryja Azaranka (10),  María José Martínez Sánchez (20)

### 24 maggio (2º giorno)
Nella 2ª giornata si sono giocati gli incontri del primo turno dei singolari maschili e femminili in base al programma della giornata
Nel torneo del singolare maschile lo svizzero Roger Federer ha sconfitto l'australiano Peter Luczak in tre set con il punteggio di 6-4, 6-1, 6-2. Il serbo Janko Tipsarević è stato battuto dal colombiano Alejandro Falla. È passato al secondo turno Novak Đoković che ha sconfitto il kazako Evgenij Korolëv per 3-6, 6-1, 6-1, 6-3. Il cipriota Marcos Baghdatis ha eliminato dal torneo lo statunitense Jesse Witten sconfitto per 6-3, 6-4, 6-3. La testa di serie numero 4, Andy Murray ha battuto in cinque set il francese Richard Gasquet rimontando uno svantaggio di due set a zero chiudendo l'incontro con il punteggio di 4–6, 6(5)–7, 6–4, 6–2, 6–1. Il tedesco Florian Mayer è stato eliminato da Gaël Monfils che ha vinto in quattro set.
Sono usciti dal torneo Simone Bolelli battuto da Pablo Andújar in tre set e Paolo Lorenzi sconfitto in quattro set dal tedesco Andreas Beck.
Nel torneo del singolare femminile Serena Williams ha eliminato la svizzera Stefanie Vögele. Il primo set arriva al tie break vinto dalla Williams per 7 punti a 3. Nel secondo Serena vince per sei giochi a due e chiude l'incontro sul 7–6², 6–2 complessivo. Caroline Wozniacki ha superato il primo turno battendo la russa Alla Kudrtavtseva 6-0 6-3.. Tathiana Garbin ha eliminato Kristina Barrois: la tedesca è stata sconfitta per 1-6, 7–6(7), 6-3. La ceca Lucie Šafářová ha sconfitto Jelena Dokić per 6-2 6-2. Elena Dement'eva ha battuto per 6-1 6-1 la croata Petra Martić. La cinese Li Na ha battuto la francese Kristina Mladenovic per 7-5, 6-3. Sono passate al turno successivo anche Francesca Schiavone che ha battuto Regina Kulikova e Roberta Vinci ha vinto contro Virginie Razzano per 7-5, 6-2.
| Incontri sui campi principali                         | Incontri sui campi principali                         | Incontri sui campi principali                         | Incontri sui campi principali                         |
| Incontri sul Court Philippe Chatrier (Campo centrale) | Incontri sul Court Philippe Chatrier (Campo centrale) | Incontri sul Court Philippe Chatrier (Campo centrale) | Incontri sul Court Philippe Chatrier (Campo centrale) |
| Turno                                                 | Vincitore                                             | Perdente                                              | Punteggio                                             |
| ----------------------------------------------------- | ----------------------------------------------------- | ----------------------------------------------------- | ----------------------------------------------------- |
| 1º turno singolare femminile                          | Caroline Wozniacki [3]                                | Alla Kudrjavceva                                      | 6–0, 6–3                                              |
| 1º turno singolare maschile                           | Roger Federer [1]                                     | Peter Luczak                                          | 6–4, 6–1, 6–2                                         |
| 1º turno singolare femminile                          | Serena Williams [1]                                   | Stefanie Vögele                                       | 7–6², 6–2                                             |
| 1º turno singolare maschile                           | Gaël Monfils [13]                                     | Dieter Kindlmann [LL]                                 | 6–3, 7–5, 65–7, 6–2                                   |
| Incontri sul Court Suzanne Lenglen (Grandstand)       |                                                       |                                                       |                                                       |
| Turno                                                 | Vincitore                                             | Perdente                                              | Punteggio                                             |
| 1º turno singolare femminile                          | Li Na [11]                                            | Kristina Mladenovic                                   | 7–5, 6–3                                              |
| 1º turno singolare maschile                           | Novak Đoković [3]                                     | Evgenij Korolëv                                       | 6–1, 3–6, 6–1, 6–3                                    |
| 1º turno singolare maschile                           | Andy Murray [4]                                       | Richard Gasquet                                       | 4–6, 65–7, 6–4, 6–2, 6–1                              |

- Teste di serie eliminate:
  - Singolare maschile:  Tommy Robredo (21),  Feliciano López (27)
  - Singolare femminile: Nessuna

### 25 maggio (3º giorno)
Nella 3ª giornata si sono giocati gli incontri del primo turno dei singolari maschili e femminili e del doppio femminile in base al programma della giornata
Nel torneo del singolare maschile Rafael Nadal, vincitore del torneo per quattro volte consecutive, ma che nel 2009 è stato eliminato agli ottavi di finale da Soderling, ha vinto contro il tennista francese Gianni Mina, numero 655 del mondo, entrato nel tabellone del Roland Garros grazie a una wild card, con il punteggio di 6-2, 6-2, 6-2. Ha passato il turno l'americano Andy Roddick sconfiggendo il finlandese Jarkko Nieminen in cinque set con il punteggio di 6-2, 4-6, 4-6, 7–6(4), 6-3. Lo spagnolo Juan Carlos Ferrero, vincitore nel 2003 e nel 2002 ha battuto l'uruguaiano Pablo Cuevas per 6-4, 6-3, 6-1. L'argentino Juan Mónaco ha perso contro lo sloveno Grega Žemlja per 7–6(6), 3-6, 7-5, 6-3. Lo spagnolo Fernando Verdasco ha vinto in tre set contro il russo Igor' Kunicyn battuto 6-4, 6-2, 6-2. L'australiano Lleyton Hewitt ha battuto il francese Jérémy Chardy con il punteggio di 7-5, 6-0, 6-4. Jürgen Melzer ha vinto in tre set, 7-5, 6-2, 6-4, contro l'israeliano Dudi Sela. Nicolas Mahut ha battuto il tedesco Misha Zverev per 6-1, 6-2, 6-4. Lo statunitense Robby Ginepri ha battuto il connazionale Sam Querrey per 4-6, 7-6³, 6-4, 6-2..
Nel torneo del singolare femminile la russa Dinara Safina è stata sconfitta dalla giapponese Kimiko Date per 3-6, 6-4, 7-5. La belga Justine Henin ha sconfitto Cvetana Pironkova 6-4, 6-3. La russa Vera Zvonarëva ha avuto la meglio sull'italiana Alberta Brianti si imponendosi per 6-3, 6-1. Maria Elena Camerin ha perso contro la francese Marion Bartoli che ha vinto per 6-2, 6-3. La russa Marija Šarapova h sconfitto la connazionale Ksenija Pervak in due set con il punteggio complessivo di 6-3, 6-2.
Sono passate al turno successivo Anastasija Pavljučenkova vincitrice sulla francese Alizé Cornet per6-4, 6-2. La belga Yanina Wickmayer, la slovacca Daniela Hantuchová e Shahar Peer.
| Incontri sui campi principali                         | Incontri sui campi principali                         | Incontri sui campi principali                         | Incontri sui campi principali                         |
| Incontri sul Court Philippe Chatrier (Campo centrale) | Incontri sul Court Philippe Chatrier (Campo centrale) | Incontri sul Court Philippe Chatrier (Campo centrale) | Incontri sul Court Philippe Chatrier (Campo centrale) |
| Turno                                                 | Vincitore                                             | Perdente                                              | Punteggio                                             |
| ----------------------------------------------------- | ----------------------------------------------------- | ----------------------------------------------------- | ----------------------------------------------------- |
| 1º turno singolare femminile                          | Justine Henin [22]                                    | Cvetana Pironkova                                     | 6–4, 6–3                                              |
| 1º turno singolare maschile                           | Andy Roddick [6]                                      | Jarkko Nieminen                                       | 6–2, 4–6, 4–6, 7–64, 6–3                              |
| 1º turno singolare femminile                          | Marion Bartoli [13]                                   | Maria Elena Camerin                                   | 6–2, 6–3                                              |
| 1º turno singolare maschile                           | Lleyton Hewitt [28]                                   | Jérémy Chardy                                         | 7–5, 6–0, 6–4                                         |
| Incontri sul Court Suzanne Lenglen (Grandstand)       |                                                       |                                                       |                                                       |
| Turno                                                 | Vincitore                                             | Perdente                                              | Punteggio                                             |
| 1º turno singolare maschile                           | Fernando Verdasco [7]                                 | Igor' Kunicyn                                         | 6–4, 6–2, 6–2                                         |
| 1º turno singolare femminile                          | Kimiko Date Krumm                                     | Dinara Safina [9]                                     | 3–6, 6–4, 7–5                                         |
| 1º turno singolare maschile                           | Rafael Nadal [2]                                      | Gianni Mina                                           | 6–2, 6–2, 6–2                                         |
| 1º turno singolare femminile                          | Marija Šarapova [12]                                  | Ksenija Pervak                                        | 6–3, 6–2                                              |

- Teste di serie eliminate:
  - Singolare maschile:  Juan Mónaco (26),  Sam Querrey (18)
  - Singolare femminile:  Dinara Safina (9)

### 26 maggio (4º giorno)

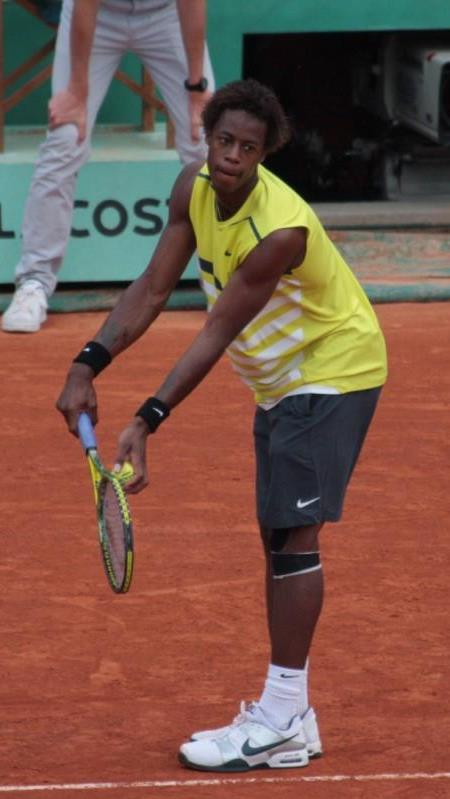
Gaël Monfils, che insieme a Fabio Fognini è stato il protagonista della giornata.

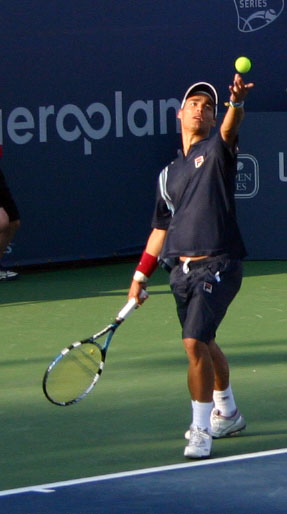
Fabio Fognini, protagonista della giornata.

Nella 4ª giornata si sono giocati gli incontri del secondo turno dei singolari maschili e femminili e del primo turno del doppio maschile, femminile e misto in base al programma della giornata
La giornata è stata caratterizzata da diverse interruzioni per pioggia che hanno fatto slittare alcuni incontri al giorno successivo. Nel torneo del singolare maschile lo svedese Robin Söderling ha sconfitto lo statunitense Taylor Dent con il punteggio di 6–0, 6–1, 6–1. Il croato Marin Čilić ha battuto lo spagnolo Gimeno-Traver. Il francese Jo-Wilfried Tsonga ha battuto in connazionale sul Suzanne Lenglen Josselin Ouanna per 6–0, 6–1, 6–4. Lo svizzero Roger Federer ha avuto la meglio sul colombiano Alejandro Falla che è stato sconfitto con il punteggio di 7–6(4), 6-2, 6-4. È stata sospesa la gara tra l'italiano Fabio Fognini e il francese Gaël Monfils nel quinto set sul punteggio di 2–6, 4–6, 7–5, 6–4, 5–5. L'incontro è stato caratterizzato dalle proteste del tennista italiano che chiedeva la sospensione dell'incontro non accettate dal supervisor.
Nel torneo del singolare femminile la statunitense Venus Williams ha sconfitto la spagnola Arantxa Parra Santonja per 6–2, 6–4 nel primo match che si è giocato sul Court Philippe Chatrier. La russa Nadia Petrova ha estromesso dal torneo l'ungherese Ágnes Szávay che esce sconfitta dal match con ilpunteggio di 6-1, 6-2. Roberta Vinci è stata eliminata dalla connazionale Flavia Pennetta, che l'ha battuta per 6-1 6-1.
Sono passate al terzo turno la danse Caroline Wozniacki che ha battuto Tathiana Garbin con il punteggio di 6-3, 6-1, la russa Svetlana Kuznecova che ha rischiato contro la tedesca Andrea Petković ma ha comunque vinto con il punteggio di 4-6, 7-5, 6-4. Marija Kirilenko, nel secondo turno ha eliminato Yvonne Meusburger in due set per 6-3 6-3.
La francese Aravane Rezaï sul Suzanne Lenglen ha sconfitto la tedesca perdendo con il punteggio di 6–2, 2–6, 6–3.
| Incontri sui campi principali                         | Incontri sui campi principali                         | Incontri sui campi principali                         | Incontri sui campi principali                         |
| Incontri sul Court Philippe Chatrier (Campo centrale) | Incontri sul Court Philippe Chatrier (Campo centrale) | Incontri sul Court Philippe Chatrier (Campo centrale) | Incontri sul Court Philippe Chatrier (Campo centrale) |
| Turno                                                 | Vincitore                                             | Perdente                                              | Punteggio                                             |
| ----------------------------------------------------- | ----------------------------------------------------- | ----------------------------------------------------- | ----------------------------------------------------- |
| 2º turno singolare femminile                          | Venus Williams [2]                                    | Arantxa Parra Santonja                                | 6–2, 6–4                                              |
| 2º turno singolare maschile                           | Roger Federer [1]                                     | Alejandro Falla                                       | 7–64, 6–2, 6–4                                        |
| 2º turno singolare maschile                           | Fabio Fognini vs Gaël Monfils [13]                    | Fabio Fognini vs Gaël Monfils [13]                    | 2–6, 4–6, 7–5, 6–4, 5–5 (sospesa)                     |
| Incontri sul Court Suzanne Lenglen (Grandstand)       |                                                       |                                                       |                                                       |
| Turno                                                 | Vincitore                                             | Perdente                                              | Punteggio                                             |
| 2º turno singolare maschile                           | Robin Söderling [5]                                   | Taylor Dent                                           | 6-0, 6-1, 6-1                                         |
| 2º turno singolare maschile                           | Jo-Wilfried Tsonga [8]                                | Josselin Ouanna                                       | 6–0, 6–1, 6–4                                         |
| 2º turno singolare femminile                          | Aravane Rezaï [15]                                    | Angelique Kerber                                      | 6–2, 2–6, 6–3                                         |
| 2º turno singolare femminile                          | Caroline Wozniacki [3]                                | Tathiana Garbin                                       | 6–3, 6–1                                              |

- Teste di serie eliminate:
  - Singolare maschile:  Guillermo García López (32)
  - Singolare femminile:  Lucie Šafářová (24)
  - Doppio maschile:  Eric Butorac  /  Rajeev Ram (16),  Robert Lindstedt /  Horia Tecău (16)

### 27 maggio (5º giorno)

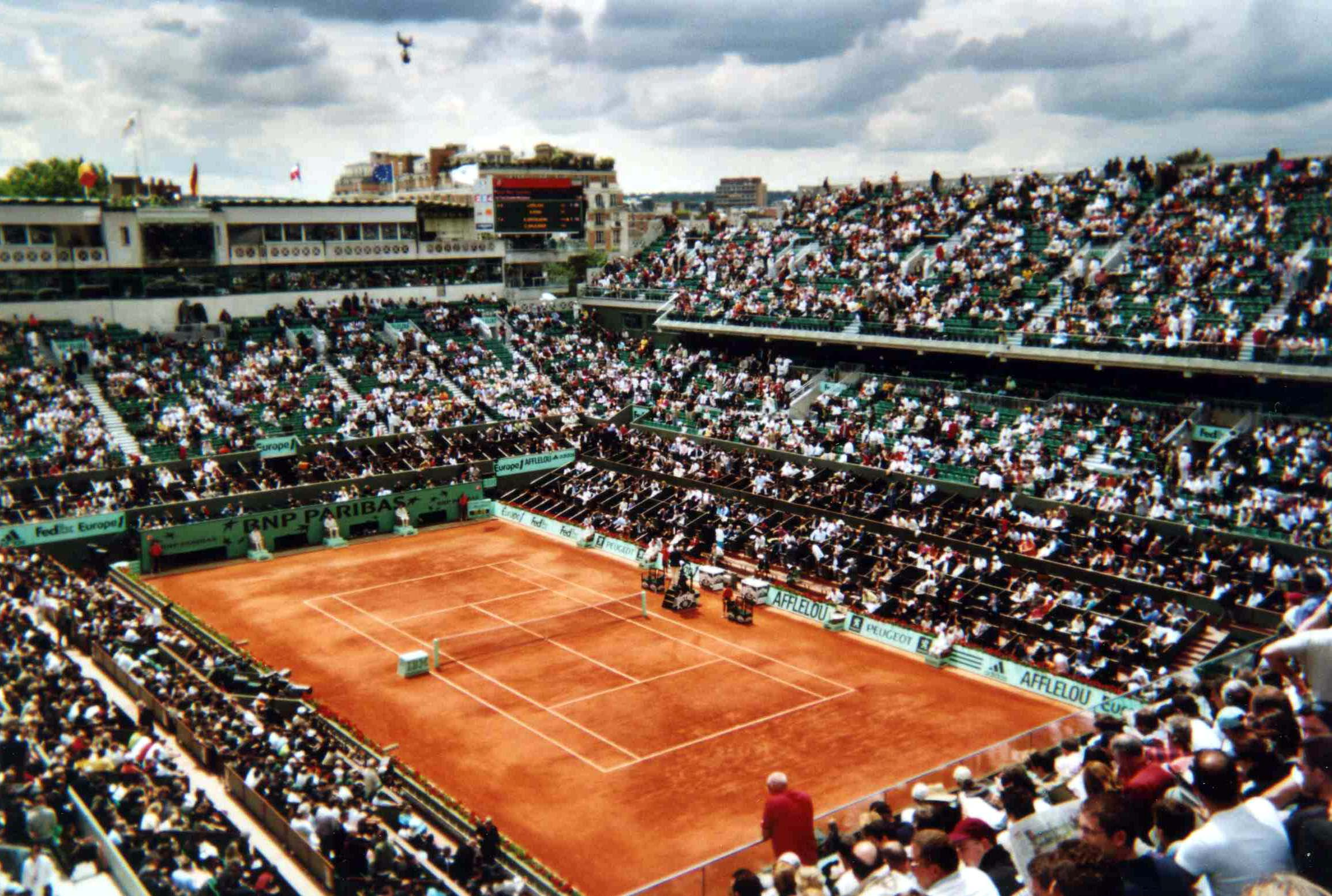
Nuvole sul centrale del Roland Garros

Nella 5ª giornata si sono giocati gli incontri del secondo turno dei singolari maschili e femminili e del primo turno del doppio maschile, femminile e misto in base al programma della giornata
La giornata è stata caratterizzata dalla pioggia che più volte ha interrotto il gioco e posticipato l'inizio di molti incontri, annullandone alcuni. Sono stati cancellati i match di Rafael Nadal contro Horacio Zeballos e Kei Nishikori contro Novak Đoković. La pioggia è iniziata a cadere già prima delle 11:00 (ora locale), ed ha cessato di scendere verso le 15:00. È ripresa nuovamente verso le 17:10, per poi cessare alle 18:20 e non tornare più fino al termine della giornata.
Nel torneo del singolare maschile lo scozzese Andy Murray ha avuto la meglio sull'argentino Juan Ignacio Chela imponensodi con il punteggio di 6-2, 6(5)–7, 6-3, 6-2. Il cipriota Marcos Baghdatis, testa di serie numero 25, ha superato il turno battendo lo spagnolo Marcel Granollers per 4-6, 6-1, 7-5, 6-2. Lo statunitense John Isner, testa di serie numero 17, ha battuto lo svizzero Marco Chiudinelli con il punteggio di 6-7³, 7-6³, 7–6(7), 6-4. Il russo Tejmuraz Gabašvili si è imposto sullo sloveno Grega Žemlja per 6-3, 6-1, 6-1. Lo statunitense Andy Roddick ha battuto lo sloveno Blaž Kavčič perdendo un set ma vincendo comunque con il punteggio di 6-3, 5-7, 6-4, 6-2. Fabio Fognini ha eliminato Gaël Monfils nella procuzione del match interrotto il giorno prima sul 5-5 dell'ultimo set.
Nel torneo del singolare femminile è stato annullato il match di Serena Williams che avrebbe dovuto affrontare la tedesca Julia Görges. La serba Ana Ivanović ha perso contro la russa Alisa Klejbanova con il punteggio di 6-3, 6-0.  L'australiana Anastasija Rodionova ha battuto la testa di serie numero 21 Vera Zvonarëva con il punteggio di 6-4, 6-4. Stéphanie Cohen-Aloro è stata battuta dalla cinese Li Na con il punteggio di 6-2 6-2. L'italiana Francesca Schiavone ha sconfitto l'australiana Sophie Ferguson per 6-2, 6-2. La serba Jelena Janković ha battuto l'estone Kaia Kanepi imponendosi con il punteggio di 6-2, 3-6, 6-4.
Sono passate la turno successivo la russa Elena Dement'eva che ha sconfitto la spagnola Medina Garrigues con il punteggio di 6-2, 7-6³. Jaroslava Švedova vincitrice sulla polacca Agnieszka Radwańska per 7-5, 6-3, la canadese Aleksandra Wozniak che ha estromesso l'ucraina Kateryna Bondarenko, Al'ona Bondarenko e l'israeliana Shahar Peer.
| Incontri sui campi principali                         | Incontri sui campi principali                         | Incontri sui campi principali                         | Incontri sui campi principali                         |
| Incontri sul Court Philippe Chatrier (Campo centrale) | Incontri sul Court Philippe Chatrier (Campo centrale) | Incontri sul Court Philippe Chatrier (Campo centrale) | Incontri sul Court Philippe Chatrier (Campo centrale) |
| Turno                                                 | Vincitore                                             | Perdente                                              | Punteggio                                             |
| ----------------------------------------------------- | ----------------------------------------------------- | ----------------------------------------------------- | ----------------------------------------------------- |
| 2º turno singolare femminile                          | Jelena Janković [4]                                   | Kaia Kanepi [Q]                                       | 6–2, 3–6, 6–4                                         |
| 2º turno singolare maschile                           | Fabio Fognini                                         | Gaël Monfils [13]                                     | 2–6, 4–6, 7–5, 6–4, 9–7                               |
| 2º turno singolare femminile                          | Klára Koukalová vs Justine Henin [22]                 | Klára Koukalová vs Justine Henin [22]                 | 3-6, 2-3 sospesa                                      |
| Incontri sul Court Suzanne Lenglen (Grandstand)       |                                                       |                                                       |                                                       |
| Turno                                                 | Vincitore                                             | Perdente                                              | Punteggio                                             |
| 2º turno singolare maschile                           | Andy Roddick [6]                                      | Blaž Kavčič                                           | 6–3, 5–7, 6–4, 6–2                                    |
| 2º turno singolare femminile                          | Olivia Sanchez [WC] vs Marion Bartoli [13]            | Olivia Sanchez [WC] vs Marion Bartoli [13]            | 4-5 sospesa                                           |

- Teste di serie eliminate:
  - Singolare maschile: Gaël Monfils (13)
  - Singolare femminile:  Kateryna Bondarenko (32),  Agnieszka Radwańska (8),  Vera Zvonarëva (21)
  - Doppio maschile:Nessuna
  - Doppio femminile:Nessuna

### 28 maggio (6º giorno)
Nella 6ª giornata si sono giocati gli incontri del terzo turno dei singolari maschili e femminili e del primo e secondo turno del doppio maschile, femminile e misto. Si recuperano gli incontri del secondo turno dei singolari non disputati nella 5ª giornata in base al programma della giornata

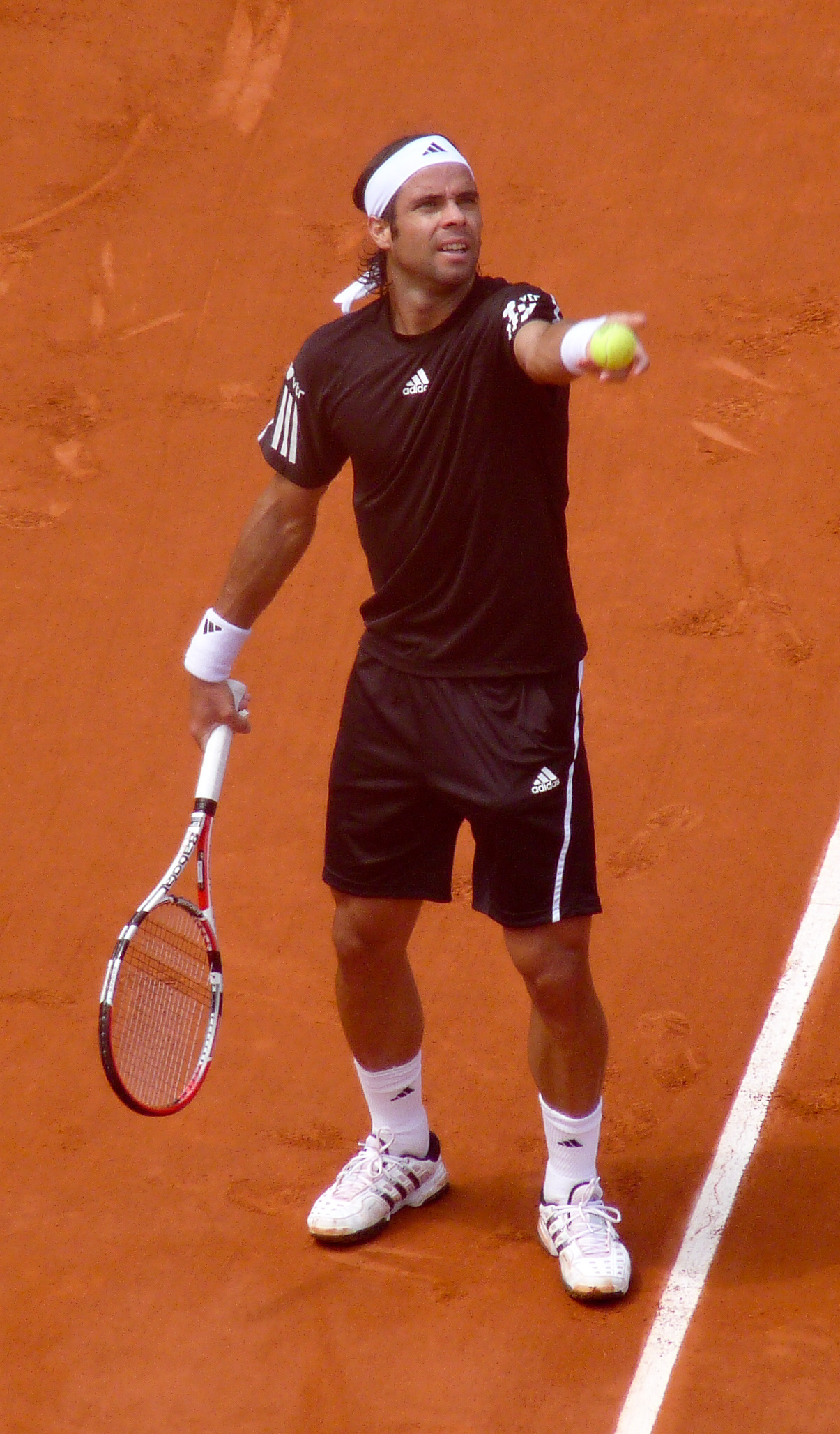
Fernando González, testa di serie numero 12, eliminato da Dolhopolov.

La detentrice del titolo Svetlana Kuznecova sconfitta da Marija Kirilenko.

Nel torneo del singolare maschile lo svizzero Roger Federer ha vinto contro Julian Reister con il punteggio di 6-4, 6-0, 6-4 in un'ora di gioco. Lo spagnolo Rafael Nadal ha avuto la meglio sull'argentino Horacio Zeballos sconfitto sul primo match giocato sul Philippe Chatrier per 6-2, 6-2, 6-3. Il connazionale di Nadal Fernando Verdasco ha sconfitto in quattro set il francese Florent Serra. L'ucraino Aleksandr Dolhopolov ha battuto il cileno Fernando González per 6-3, 6-4, 6-3. Novak Đoković ha passato il turno battendo per 6-1, 6-4, 6-4 il giapponese Kei Nishikori. Lo spagnolo David Ferrer ha avuto la meglio sul belga Xavier Malisse per 6-3, 6-2, 2-0. Andy Murray ha sconfitto il cipriota Marcos Baghdatis per 6-2, 6-3, 0-6, 6-2. Il francese Jo-Wilfried Tsonga ha passato il turno battendo il tedesco Thiemo De Bakker perdendo il primo set al tiebreak ma vincendo con il punteggio complessivo di 6(6)–7, 7–6(4), 6-3, 6-4. Il finalista del 2009, lo svedese Robin Söderling ha estromesso dal torneo lo spagnolo Albert Montañés.
Nel torneo del singolare femminile Serena Williams ha sconfitto nettamente la tedesca Julia Görges dopo 55 minuti di partita con il punteggio di 6-1, 6-1. La statunitense Venus Williams ha avuto la meglio su Dominika Cibulková per 6-3, 6-4. L'italiana Flavia Pennetta ha battuto la slovena Polona Hercog. La milanese Francesca Schiavone ha avuto la meglio sulla cinese Li Na che è stata sconfitta per 6-4, 6-2. La detentrice del titolo, la russa Svetlana Kuznecova, è uscita dal torneo battuta dalla connazionale Marija Kirilenko con il punteggio di 6-3, 2-6, 6-4. La russa Elena Dement'eva ha vinto in tre set su Aleksandra Wozniak sconfitta per 6-7, 6-3, 6-4. La belga Justine Henin ha sconfitto la connazionale Kirsten Flipkens con il punteggio di 6-3, 6-3. La danese Caroline Wozniacki è passata al turno successivo battendo per 6-3, 6-4 Alexandra Dulgheru.
| Incontri sui campi principali                         | Incontri sui campi principali                         | Incontri sui campi principali                         | Incontri sui campi principali                         |
| Incontri sul Court Philippe Chatrier (Campo centrale) | Incontri sul Court Philippe Chatrier (Campo centrale) | Incontri sul Court Philippe Chatrier (Campo centrale) | Incontri sul Court Philippe Chatrier (Campo centrale) |
| Turno                                                 | Vincitore                                             | Perdente                                              | Punteggio                                             |
| ----------------------------------------------------- | ----------------------------------------------------- | ----------------------------------------------------- | ----------------------------------------------------- |
| 2º turno singolare maschile                           | Rafael Nadal [2]                                      | Horacio Zeballos                                      | 6-2, 6-2, 6-3                                         |
| 2º turno singolare femminile                          | Justine Henin [22]                                    | Klára Koukalová                                       | 6-3, 6-3                                              |
| 3º turno singolare femminile                          | Venus Williams [2]                                    | Dominika Cibulková [26]                               | 6-3, 6-4                                              |
| 3º turno singolare maschile                           | Jo-Wilfried Tsonga [8]                                | Thiemo de Bakker                                      | 6-7, 7-64, 6-3, 6-4                                   |
| 3º turno singolare femminile                          | Aravane Rezaï [15] vs Nadia Petrova [19]              | Aravane Rezaï [15] vs Nadia Petrova [19]              | 7–6(2), 4–6, 7–7, sospesa                             |
| Incontri sul Court Suzanne Lenglen (Grandstand)       |                                                       |                                                       |                                                       |
| Turno                                                 | Vincitore                                             | Perdente                                              | Punteggio                                             |
| 2º turno singolare femminile                          | Serena Williams [1]                                   | Julia Görges                                          | 6-1, 6-1                                              |
| 2º turno singolare femminile                          | Marion Bartoli [13]                                   | Olivia Sanchez [WC]                                   | 7-5, 6-2                                              |
| 3º turno singolare maschile                           | Roger Federer [1]                                     | Julian Reister [Q]                                    | 6-4, 6-0, 6-4                                         |
| 3º turno singolare maschile                           | Andy Murray [4]                                       | Marcos Baghdatis [25]                                 | 6-2, 6-3, 0-6, 6-2                                    |
| 3º turno singolare femminile                          | Elena Dement'eva [5]                                  | Aleksandra Wozniak                                    | 6²-7, 6-3, 6-4                                        |

- Teste di serie eliminate:
  - Singolare maschile:  Fernando González (12),  Marcos Baghdatis (25),  John Isner (17),  Albert Montañés (29)
  - Singolare femminile:  Dominika Cibulková (26),  Svetlana Kuznecova (6),  Alexandra Dulgheru (31),  Jie Zheng (25),  Li Na (11),
  - Doppio maschile: Simon Aspelin/ Paul Hanley (7),  Marcel Granollers/ Tommy Robredo (11)
  - Doppio femminile:  Vera Duševina/ Ekaterina Makarova (14)
  - Doppio misto:  Yan Zi/ Mariusz Fyrstenberg (8)

### 29 maggio (7º giorno)
Nella 7ª giornata si sono giocati gli incontri del terzo turno dei singolari maschili e femminili e del primo e secondo turno del doppio maschile, femminile e misto in base al programma della giornata

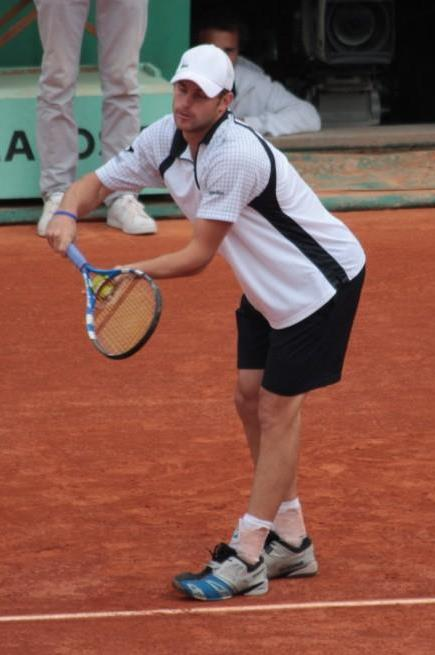
Andy Roddick eliminato al 3º turno

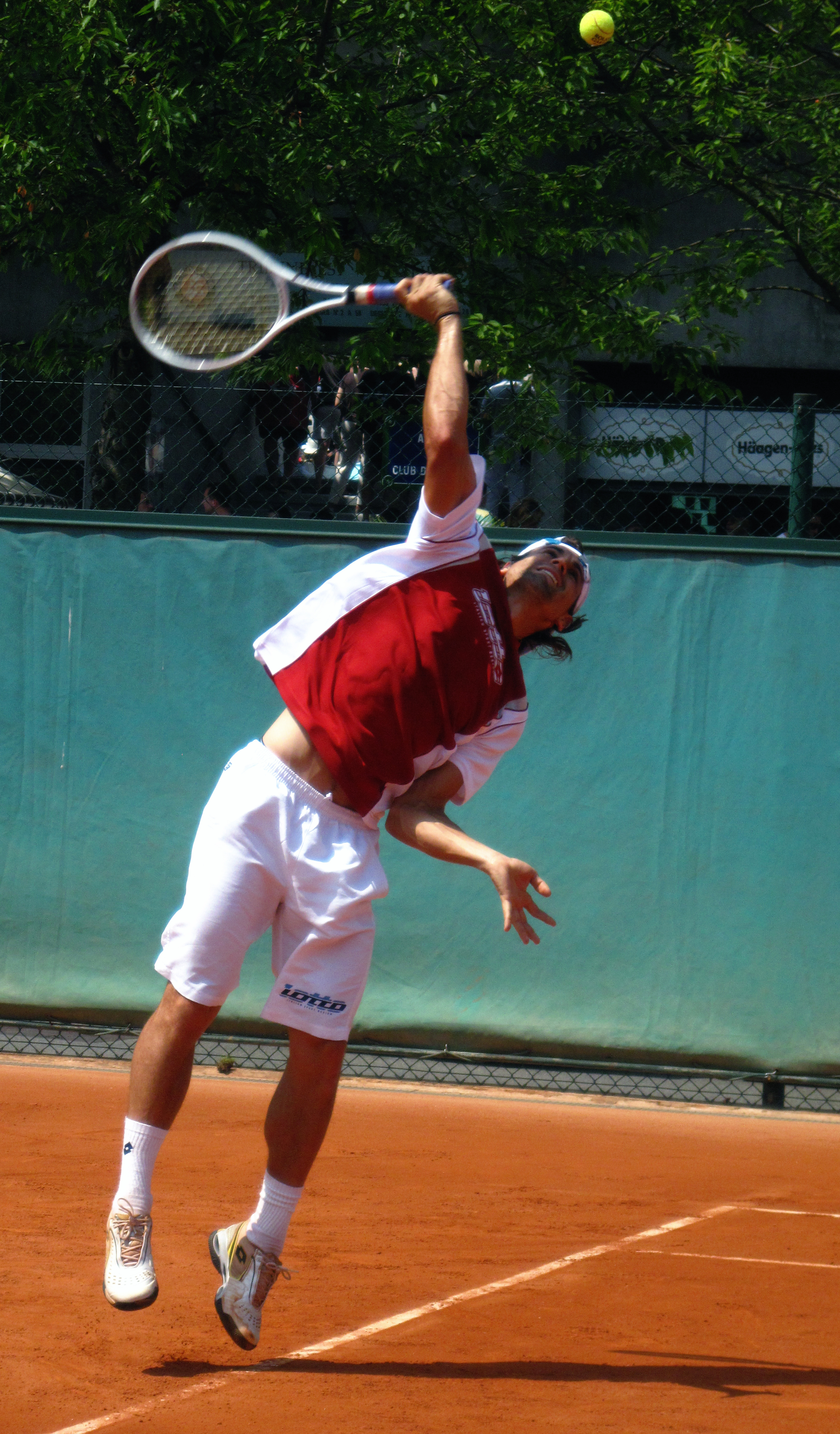
David Ferrer eliminato al 3º turno

Nel torneo del singolare maschile l'americano Andy Roddick ha perso contron il russo Tejmuraz Gabašvili. L'austriaco Jürgen Melzer ha battuto lo spagnolo, testa di serie numero 9 David Ferrer. La testa di serie numero 3, Novak Đoković, ha battuto il romeno Victor Hănescu con il punteggio di 6-3, 3-6, 6-3, 6-2. Lo statunitense Robby Ginepri ha sconfitto lo spagnolo Juan Carlos Ferrero con il punteggio di 7-5, 6-3, 3-6, 2-6, 6-4. L'ucraino Aleksandr Dolhopolov è stato sconfitto dallo spagnolo Nicolás Almagro con il risultato di 2-6, 6-3, 6-3, 6(1)-7, 6-4. Ha passato il turno lo spagnolo Rafael Nadal che ha battuto l'australiano Lleyton Hewitt senza concedere un set e vincendo per 6-3, 6-4, 6-3. Ivan Ljubičić ha perso contro il brasiliano Thomaz Bellucci.
Nel torneo del singolare femminile la russa Nadia Petrova ha battuto per 6²-7, 6-4, 10-8. La statunitense Serena Williams ha sconfitto la russa Anastasija Pavljučenkova perdendo il secondo set, ma vincendo con il punteggio di6–1, 1–6, 6–2. La francese Marion Bartoli, testa di serie numero 13, ha perso contro l'israeliana Shahar Peer.
Sono passate al turno successivo anche la testa di serie numero 4, Jelena Janković, la slovacca Daniela Hantuchová che ha sconfitto per 7-5, 6-3 la belga Yanina Wickmayer, la kazaka Jaroslava Švedova e l'australiana Jarmila Groth. È stato sospeso per oscurità il match tra Justine Henin e Marija Šarapova.
| Incontri sui campi principali                         | Incontri sui campi principali                         | Incontri sui campi principali                         | Incontri sui campi principali                         |
| Incontri sul Court Philippe Chatrier (Campo centrale) | Incontri sul Court Philippe Chatrier (Campo centrale) | Incontri sul Court Philippe Chatrier (Campo centrale) | Incontri sul Court Philippe Chatrier (Campo centrale) |
| Turno                                                 | Vincitore                                             | Perdente                                              | Punteggio                                             |
| ----------------------------------------------------- | ----------------------------------------------------- | ----------------------------------------------------- | ----------------------------------------------------- |
| 3º turno singolare femminile                          | Serena Williams [1]                                   | Anastasija Pavljučenkova [29]                         | 6–1, 1–6, 6–2                                         |
| 3º turno singolare femminile                          | Nadia Petrova [19]                                    | Aravane Rezaï [15]                                    | 7–6(2), 4–6, 10–8                                     |
| 3º turno singolare maschile                           | Novak Đoković [3]                                     | Victor Hănescu [31]                                   | 6–3, 3–6, 6–3, 6–2                                    |
| 3º turno singolare maschile                           | Rafael Nadal [2]                                      | Lleyton Hewitt [28]                                   | 6–3, 6–4, 6–3                                         |
| 3º turno singolare femminile                          | Marija Šarapova [12] vs Justine Henin [22]            | Marija Šarapova [12] vs Justine Henin [22]            | 2–6, 6–3 Sospesa                                      |
| Incontri sul Court Suzanne Lenglen (Grandstand)       |                                                       |                                                       |                                                       |
| Turno                                                 | Vincitore                                             | Perdente                                              | Punteggio                                             |
| 3º turno singolare maschile                           | Tejmuraz Gabašvili [Q]                                | Andy Roddick [6]                                      | 6–4, 6–4, 6–2                                         |
| 3º turno singolare femminile                          | Shahar Peer [18]                                      | Marion Bartoli [13]                                   | 7–6(7), 6–2                                           |
| 3º turno singolare maschile                           | Fernando Verdasco [7]                                 | Philipp Kohlschreiber [30]                            | 2–6, 6–3, 6–3, 6–7(1), 6–4                            |
| 3º turno singolare femminile                          | Jelena Janković [4]                                   | Al'ona Bondarenko [27]                                | 6–4, 7–6(3)                                           |

- Teste di serie eliminate:
  - Singolare maschile:  David Ferrer (9),  Juan Carlos Ferrero (16),  Victor Hănescu (31),  Lleyton Hewitt (28),  Philipp Kohlschreiber (30),  Ivan Ljubičić (14),  Andy Roddick (6)
  - Singolare femminile:  Marion Bartoli (13),  Al'ona Bondarenko (27),  Alisa Klejbanova (18),  Anastasija Pavljučenkova (29),  Aravane Rezaï (15),  Yanina Wickmayer (16)
  - Doppio maschile:  Mahesh Bhupathi/ Maks Mirny (5),  Bob Bryan/ Mike Bryan (1),  Mardy Fish/ Mark Knowles (13)
  - Doppio femminile: Nessuna
  - Doppio misto:  Liezel Huber/ Mahesh Bhupathi (1),  Lisa Raymond/ Wesley Moodie (7),  Bethanie Mattek-Sands/ Mark Knowles (4)

### 30 maggio (8º giorno)
Nella 8ª giornata si sono giocati gli incontri degli ottavi di finale dei singolari maschili e femminili e del secondo e terzo turno del doppio maschile, femminile e misto e sono iniziati i tornei riservati alla categoria juniores in base al programma della giornata

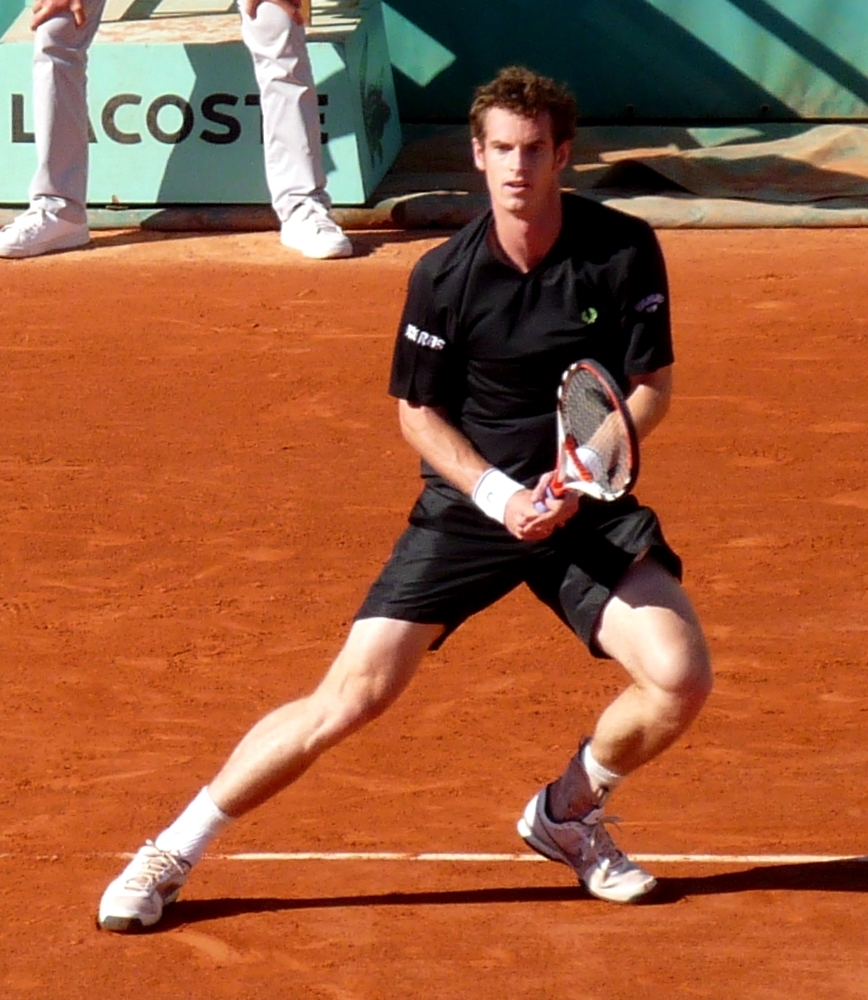
Andy Murray eliminato negli ottavi di finale

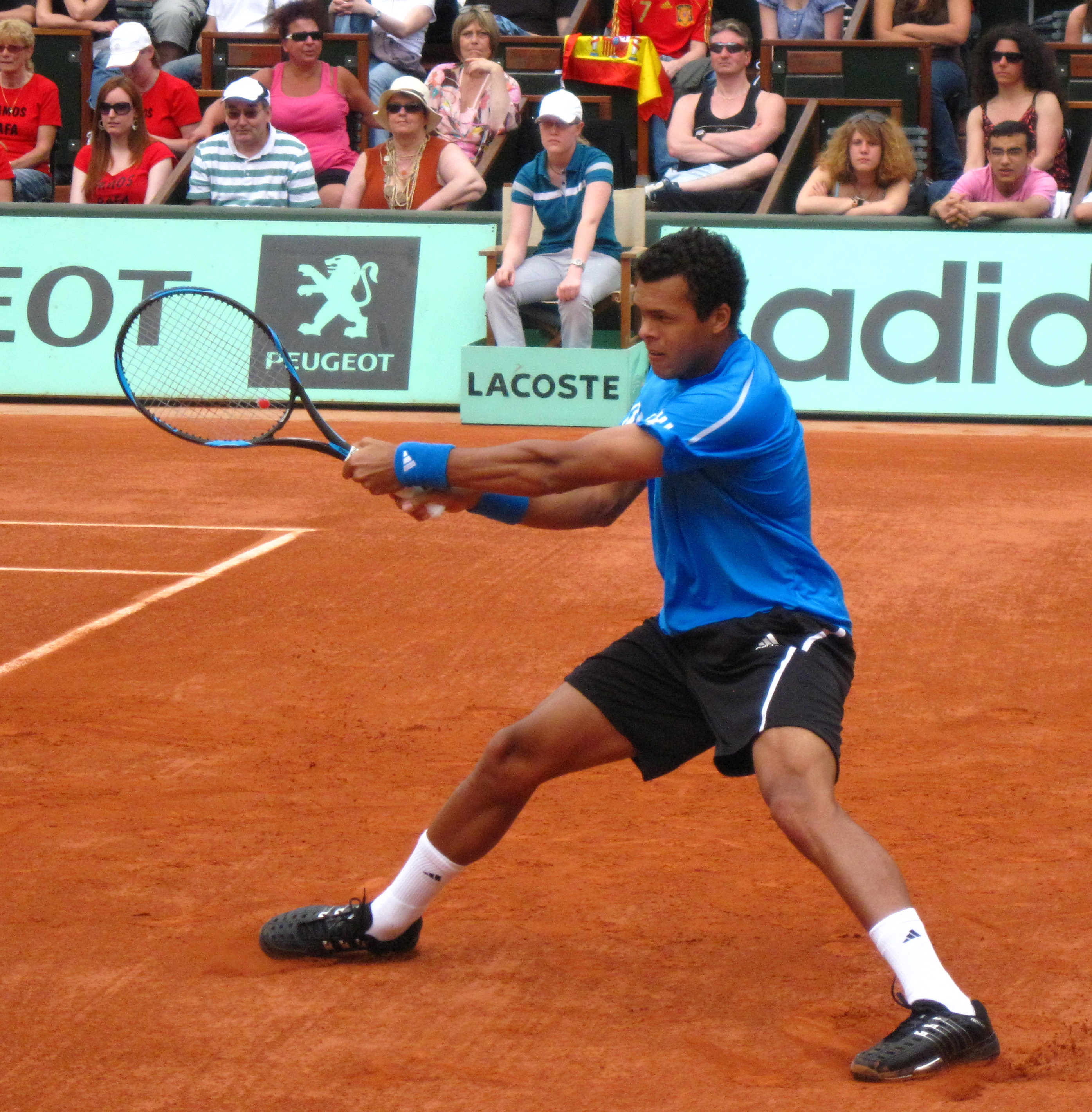
Jo-Wilfried Tsonga costretto al ritiro negli ottavi di finale

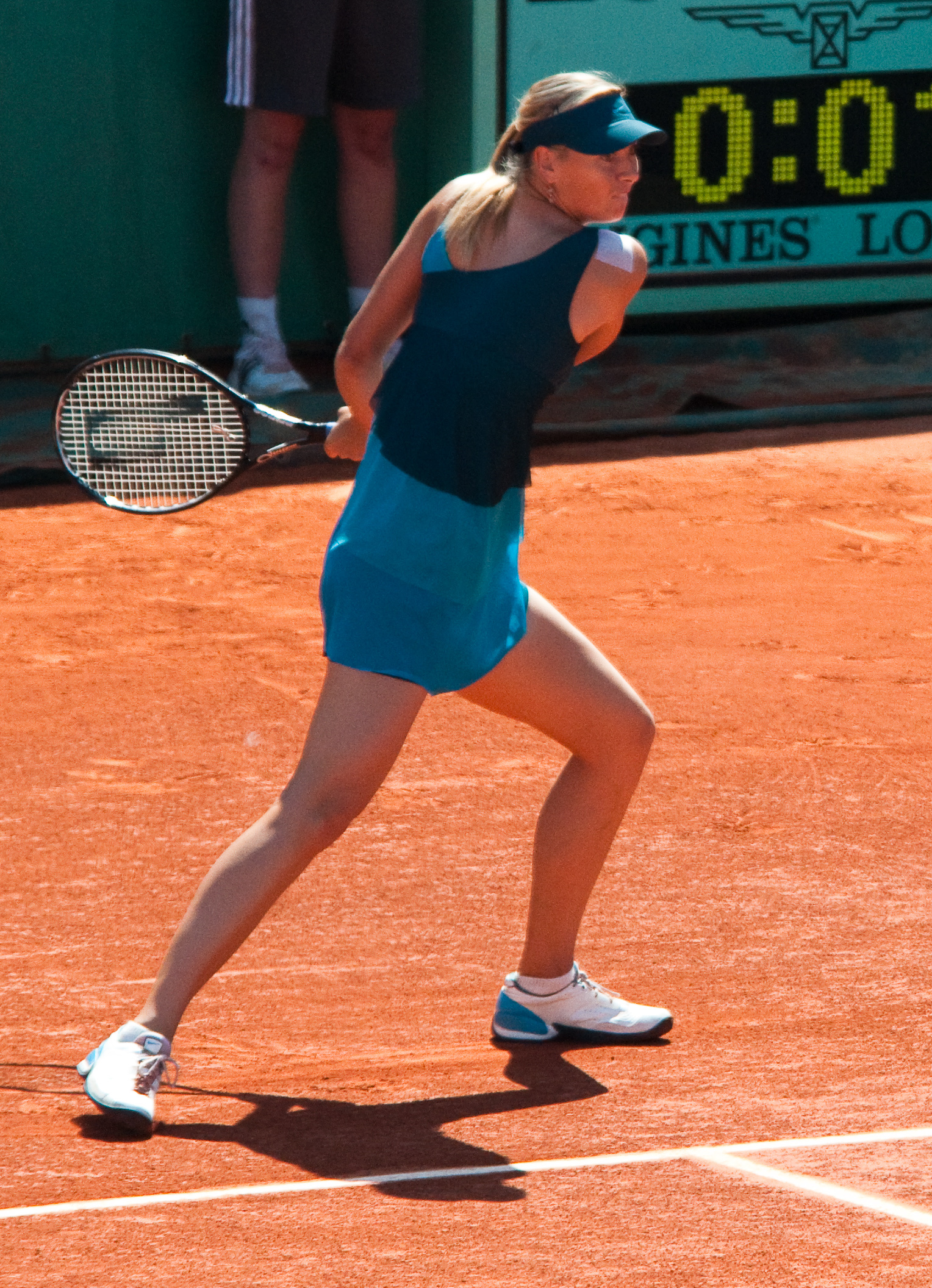
Marija Šarapova eliminata da Justine Henin

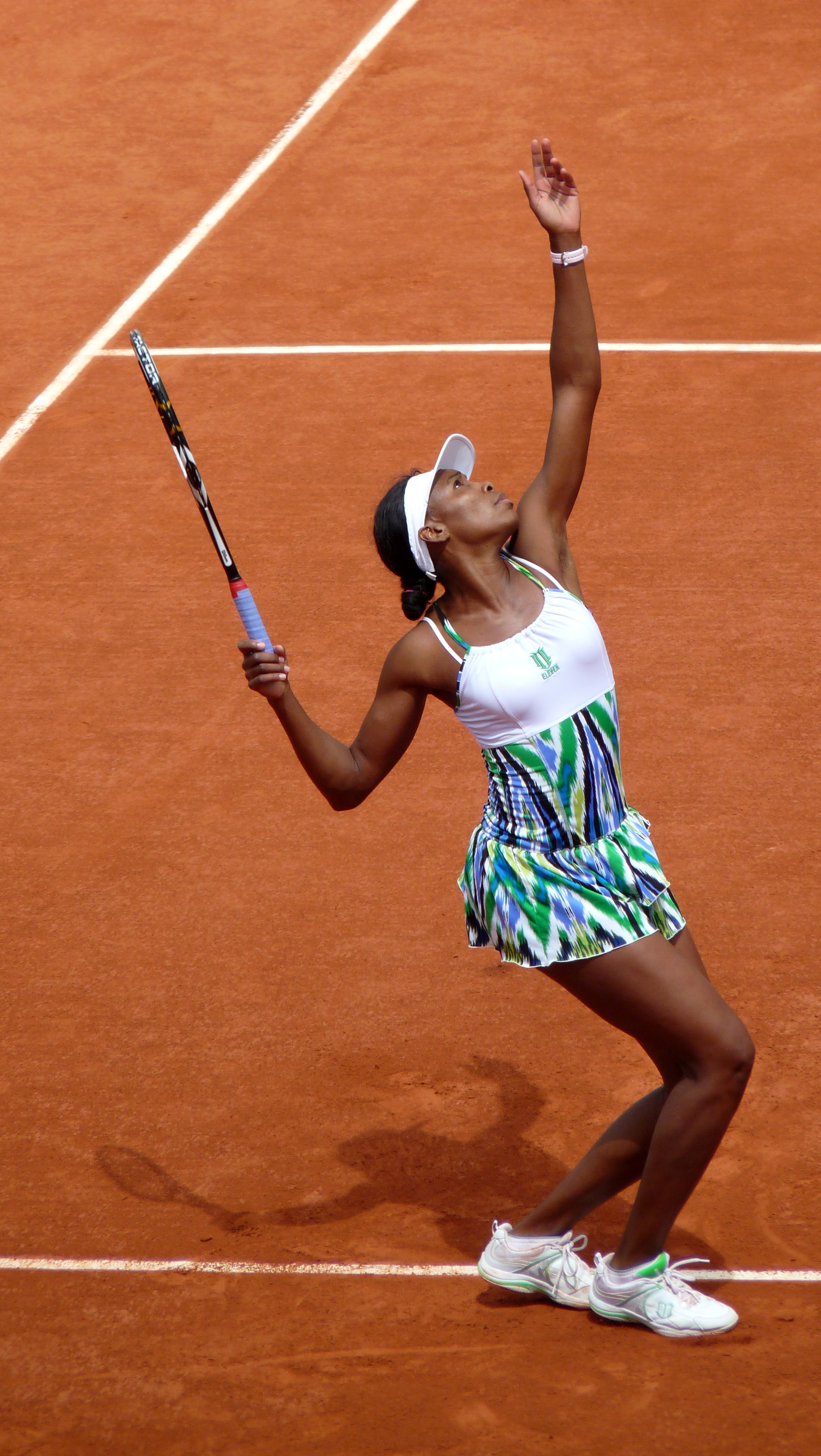
Venus Williams eliminata negli ottavi di finale

Nel torneo del singolare maschile lo svizzero Roger Federer ha battuto il connazionale Stan Wawrinka per 6-3, 7–6(5), 6-2. Lo svedese Robin Söderling ha sconfitto il croato Marin Čilić per 6-4, 6-4, 6-2. Il francese Jo-Wilfried Tsonga ha estromesso dal torneo il russo Michail Južnyj che si è ritirato per un infortunio alla gamba destra all'inizio del secondo set. Lo scozzese Andy Murray è stato sconfitto dal Tomáš Berdych per 6-4, 7-5, 6-3.
Nel torneo del singolare femminile l'italiana Francesca Schiavone ha battuto la russa Marija Kirilenko per 6-4 6-4 raggiungendo i quarti di finale come nel 2001 quando venne sconfitta da Martina Hingis. Flavia Pennetta è stata eliminata per mano della danese Caroline Wozniacki. La russa Elena Dement'eva ha sconfitto Chanelle Scheepers per 6-1, 6-3 in un incontro durato 74 minuti. Nella sfida ripresa dal giorno prima tra la belga Justine Henin e Marija Šarapova a uscire vincitrice è la Henin che avanza al turno successivo conquistando il match con il punteggio di 6-2, 3-6, 6-3. La statunitense Venus Williams ha perso contro la testa di serie numero 10 Nadia Petrova per 6-4, 6-3.
| Incontri sui campi principali                         | Incontri sui campi principali                         | Incontri sui campi principali                         | Incontri sui campi principali                         |
| Incontri sul Court Philippe Chatrier (Campo centrale) | Incontri sul Court Philippe Chatrier (Campo centrale) | Incontri sul Court Philippe Chatrier (Campo centrale) | Incontri sul Court Philippe Chatrier (Campo centrale) |
| Turno                                                 | Vincitore                                             | Perdente                                              | Punteggio                                             |
| ----------------------------------------------------- | ----------------------------------------------------- | ----------------------------------------------------- | ----------------------------------------------------- |
| Ottavi di finale singolare femminile                  | Elena Dement'eva [5]                                  | Chanelle Scheepers [Q]                                | 6-1, 6-3                                              |
| 3º turno singolare femminile                          | Justine Henin [22]                                    | Marija Šarapova [12]                                  | 6-2, 3-6, 6-3                                         |
| Ottavi di finale singolare femminile                  | Nadia Petrova [19]                                    | Venus Williams [2]                                    | 6-4, 6-3                                              |
| Ottavi di finale singolare maschile                   | Roger Federer [1]                                     | Stan Wawrinka [20]                                    | 6-3, 7-65, 6-2                                        |
| Ottavi di finale singolare maschile                   | Michail Južnyj [11]                                   | Jo-Wilfried Tsonga [8]                                | 6-2, rit.                                             |
| Incontri sul Court Suzanne Lenglen (Grandstand)       |                                                       |                                                       |                                                       |
| Turno                                                 | Vincitore                                             | Perdente                                              | Punteggio                                             |
| Ottavi di finale singolare femminile                  | Francesca Schiavone [17]                              | Marija Kirilenko [30]                                 | 6-4, 6-4                                              |
| Ottavi di finale singolare femminile                  | Caroline Wozniacki [3]                                | Flavia Pennetta [14]                                  | 7-65, 64-7, 6-2                                       |
| Ottavi di finale singolare maschile                   | Robin Söderling [5]                                   | Marin Čilić [10]                                      | 6-4, 6-4, 6-2                                         |
| Ottavi di finale singolare maschile                   | Tomáš Berdych [15]                                    | Andy Murray [4]                                       | 6-4, 7-5, 6-3                                         |

- Teste di serie eliminate:
  - Singolare maschile:  Marin Čilić (10),  Andy Murray (4),  Jo-Wilfried Tsonga (8),  Stan Wawrinka (20)
  - Singolare femminile:  Marija Kirilenko (30),  Flavia Pennetta (14),  Marija Šarapova (12),  Venus Williams (2)
  - Doppio maschile:  František Čermák/ Michal Mertiňák (9)
  - Doppio femminile:  Iveta Benešová /  Barbora Strýcová (13),  Cara Black /  Elena Vesnina (6),  Vol'ha Havarcova /  Alla Kudrjavceva (15),  Alisa Klejbanova /  Francesca Schiavone (8),  Lisa Raymond /  Rennae Stubbs (7)
  - Singolare ragazzi:  Daniel Berta,  Kevin Krawietz,  Dominic Thiem,  Jiří Veselý
  - Singolare ragazze:  Karolína Plíšková,  Kristýna Plíšková

### 31 maggio (9º giorno)
Nella 9ª giornata si sono giocati gli incontri degli ottavi di finale dei singolari maschili e femminili e del secondo, terzo turno e ottavi di finale del doppio maschile, femminile e misto e sono andati avanti i tornei riservati alla categoria juniores in base al programma della giornata

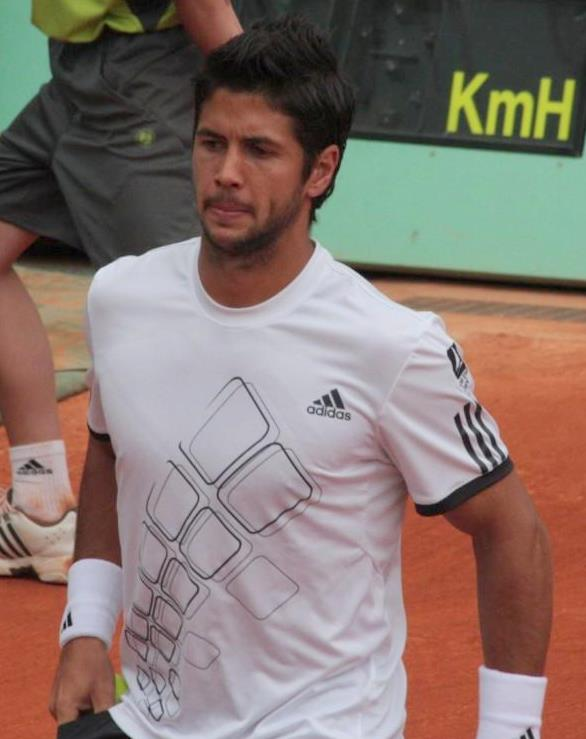
Fernando Verdasco, eliminato negli ottavi.

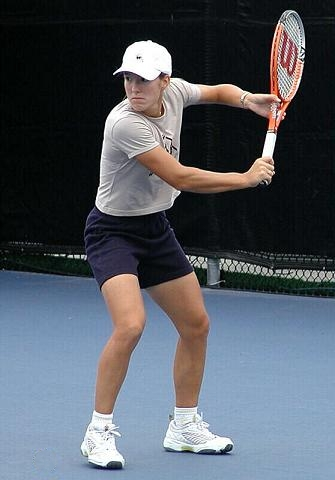
Justine Henin vincitrice del 2003, 2005, 2006 e del 2007, eliminata in quest'edizione da Samantha Stosur.

Nel torneo del singolare maschile Novak Đoković ha battuto lo statunitense Robby Ginepri perdendo un set ma imponendosi con il punteggio finale di 6–4, 2–6, 6–1, 6–2. L'austriaco Jürgen Melzer, testa di serie numero 23, ha sconfitto per 7–6(6), 4–6, 6–1, 6–4 il qualificato russo Tejmuraz Gabašvili. Il tennista di Manacor Rafael Nadal ha battuto il brasiliano Thomaz Bellucci con il punteggio di 6-2, 7-5, 6-4. Lo spagnolo Nicolás Almagro ha avuto la meglio sul connazionale Fernando Verdasco vincendo per 6-1, 4-6, 6-1, 6-4.
Nel torneo del singolare femminile la statunitense Serena Williams ha avuto la meglio sull'israeliana Shahar Peer per 6–2, 6–2. L'australiana Samantha Stosur ha eliminato dal torneo la belga Justine Henin con il punteggio di 2-6, 6-1, 6-4. Ha vinto il suo incontro di ottavi di finale la serba Jelena Janković che ha sconfitto Daniela Hantuchová per 6-4, 6-2. La sorprendente Jaroslava Švedova passa ai quarti di finale battendo la wild card australiana Jarmila Groth per 6–4, 6–3.
| Incontri sui campi principali                         | Incontri sui campi principali                         | Incontri sui campi principali                         | Incontri sui campi principali                         |
| Incontri sul Court Philippe Chatrier (Campo centrale) | Incontri sul Court Philippe Chatrier (Campo centrale) | Incontri sul Court Philippe Chatrier (Campo centrale) | Incontri sul Court Philippe Chatrier (Campo centrale) |
| Turno                                                 | Vincitore                                             | Perdente                                              | Punteggio                                             |
| ----------------------------------------------------- | ----------------------------------------------------- | ----------------------------------------------------- | ----------------------------------------------------- |
| Ottavi di finale singolare maschile                   | Novak Đoković [3]                                     | Robby Ginepri                                         | 6–4, 2–6, 6–1, 6–2                                    |
| Ottavi di finale singolare femminile                  | Serena Williams [1]                                   | Shahar Peer [18]                                      | 6–2, 6–2                                              |
| Ottavi di finale singolare maschile                   | Rafael Nadal [2]                                      | Thomaz Bellucci [24]                                  | 6–2, 7–5, 6–4                                         |
| Ottavi di finale singolare femminile                  | Jelena Janković [4]                                   | Daniela Hantuchová [23]                               | 6–4, 6–2                                              |
| Incontri sul Court Suzanne Lenglen (Grandstand)       |                                                       |                                                       |                                                       |
| Turno                                                 | Vincitore                                             | Perdente                                              | Punteggio                                             |
| Ottavi di finale singolare maschile                   | Jürgen Melzer [22]                                    | Tejmuraz Gabašvili [Q]                                | 7–6(6), 4–6, 6–1, 6–4                                 |
| Ottavi di finale singolare femminile                  | Samantha Stosur [7]                                   | Justine Henin [22]                                    | 2–6, 6–1, 6–4                                         |
| Ottavi di finale singolare maschile                   | Nicolás Almagro [19]                                  | Fernando Verdasco [7]                                 | 6–1, 4–6, 6–1, 6–4                                    |
| Ottavi di finale singolare femminile                  | Jaroslava Švedova                                     | Jarmila Groth [WC]                                    | 6–4, 6–3                                              |

Teste di serie eliminate: 
- - Singolare maschile:  Thomaz Bellucci (24),  Fernando Verdasco (7)
  - Singolare femminile:  Daniela Hantuchová (23),  Justine Henin (22),  Shahar Peer (18)
  - Doppio maschile:  Julien Benneteau/ Michaël Llodra (15)
  - Doppio femminile:  Gisela Dulko/ Flavia Pennetta (5),  Marija Kirilenko/ Agnieszka Radwańska (11),  Nadia Petrova/ Samantha Stosur (4),  Latisha Chan/ Zheng Jie (10)
  - Doppio misto:  Alisa Klejbanova/ Maks Mirny (5)
  - Singolare ragazzi:  Mitchell Frank
  - Singolare ragazze:  Caroline Garcia,  Dar'ja Gavrilova,  An-Sophie Mestach
  - Doppio ragazzi: Hugo Dellien/ Dominic Thiem
  - Doppio ragazze:  Tamara Čurović/ Sophia Kovalets,  Nastia Kolar/ An-Sophie Mestach

### 1º giugno (10º giorno)
Nella 10ª giornata si sono giocano gli incontri dei quarti di finale dei singolari maschili e femminili e degli ottavi e quarti di finale del doppio maschile, femminile e misto e sono andati avanti i tornei riservati alla categoria juniores in base al programma della giornata

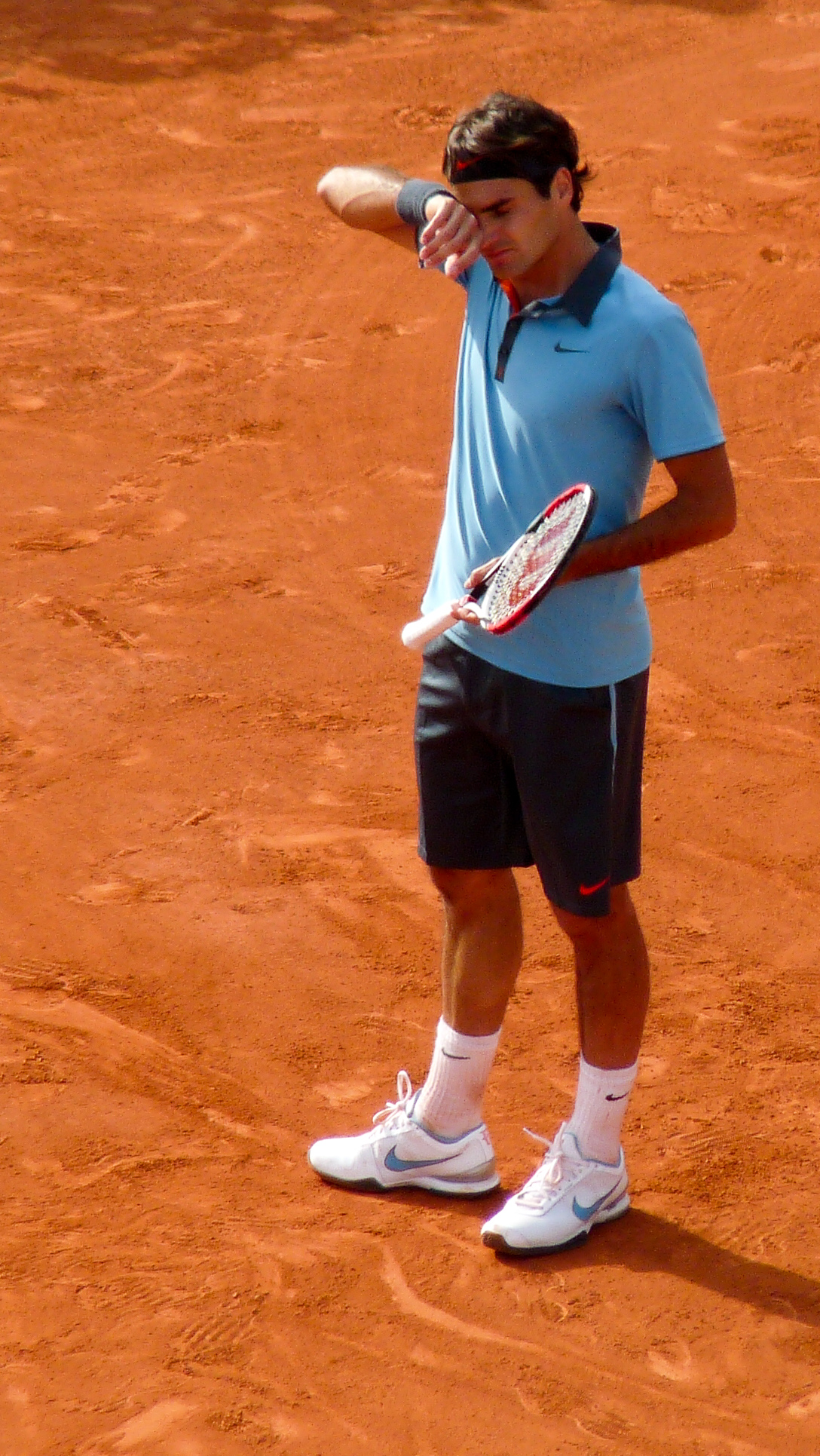
Roger Federer detentore del titolo eliminato da Robin Söderling

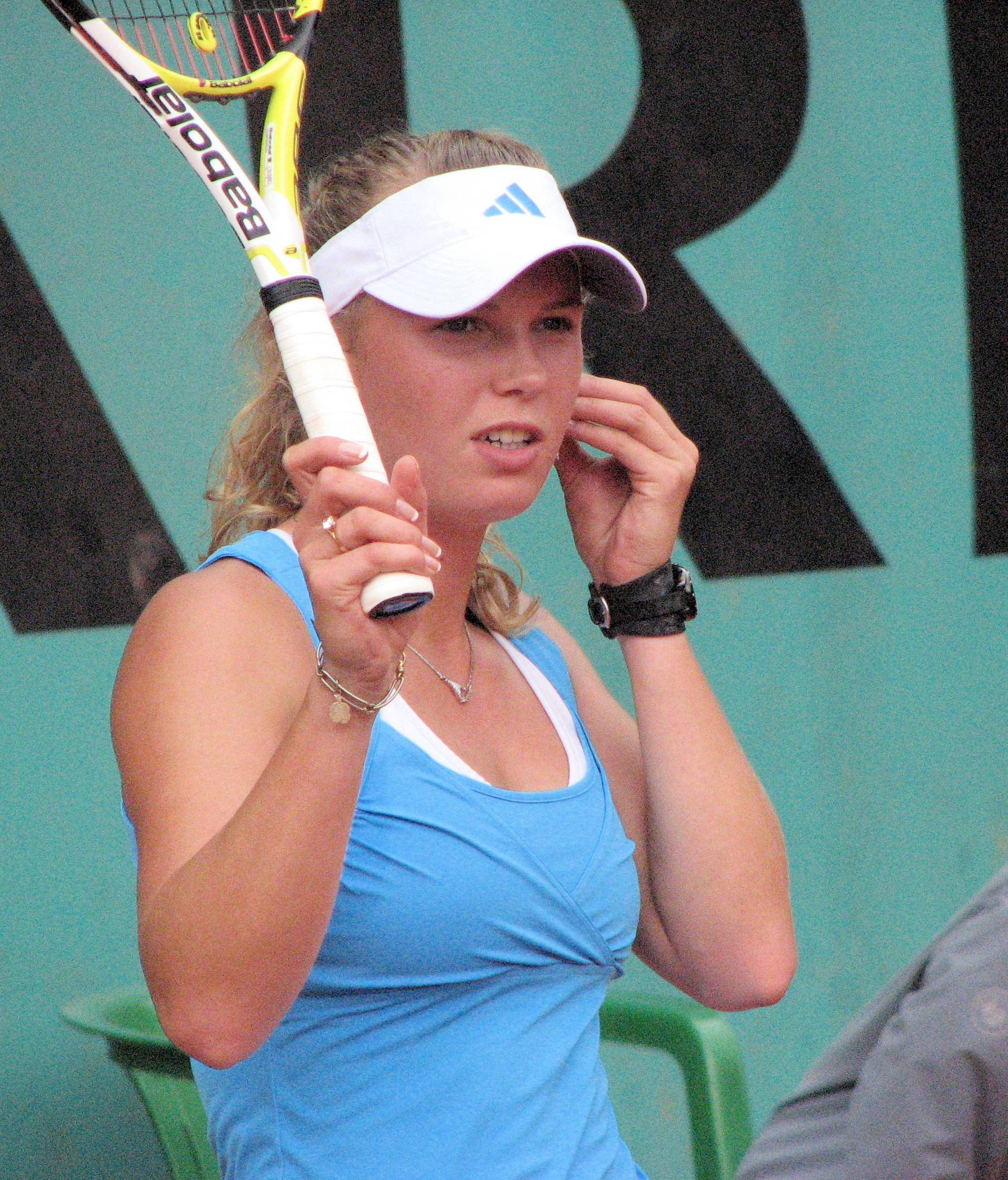
Caroline Wozniacki eliminata da Francesca Schiavone

Nel torneo del singolare maschile lo svedese, testa di serie numero 5, Robin Söderling ha battuto a sorpresa lo svizzero Roger Federer nella riedizione della finale del 2009 per 3–6, 6–3, 7–5, 6–4. Il ceco Tomáš Berdych ha sconfitto Michail Južnyj per 6–3, 6–1, 6–2.
Nel torneo del singolare femminile Francesca Schiavone è riuscita a battere la danese Caroline Wozniacki per 6-2, 6-3. La russa Elena Dement'eva ha sconfitto Nadia Petrova dopo il ritiro della prima avvenuto dopo il primo set vinto dalla Petrova per 7-6³.
| Incontri sui campi principali                         | Incontri sui campi principali                         | Incontri sui campi principali                         | Incontri sui campi principali                         |
| Incontri sul Court Philippe Chatrier (Campo centrale) | Incontri sul Court Philippe Chatrier (Campo centrale) | Incontri sul Court Philippe Chatrier (Campo centrale) | Incontri sul Court Philippe Chatrier (Campo centrale) |
| Turno                                                 | Vincitore                                             | Perdente                                              | Punteggio                                             |
| ----------------------------------------------------- | ----------------------------------------------------- | ----------------------------------------------------- | ----------------------------------------------------- |
| Quarti di finale singolare femminile                  | Francesca Schiavone [17]                              | Caroline Wozniacki [3]                                | 6-2, 6-3                                              |
| Quarti di finale singolare maschile                   | Robin Söderling [5]                                   | Roger Federer [1]                                     | 3–6, 6–3, 7–5, 6–4                                    |
| Incontri sul Court Suzanne Lenglen (Grandstand)       |                                                       |                                                       |                                                       |
| Turno                                                 | Vincitore                                             | Perdente                                              | Punteggio                                             |
| Quarti di finale singolare femminile                  | Elena Dement'eva [5]                                  | Nadia Petrova [19]                                    | 2-6, 6-2, 6-0                                         |
| Quarti di finale singolare maschile                   | Tomáš Berdych [15]                                    | Michail Južnyj [11]                                   | 6–3, 6–1, 6–2                                         |

Teste di serie eliminate: 
- - Singolare maschile:  Roger Federer (1),  Michail Južnyj (11)
  - Singolare femminile:  Nadia Petrova (19),  Caroline Wozniacki (3)
  - Doppio maschile:  Mariusz Fyrstenberg /  Marcin Matkowski (8),  Łukasz Kubot  /  Oliver Marach (6)
  - Doppio femminile: Nessuna
  - Doppio misto: Cara Black /  Leander Paes (2)

### 2 giugno (11º giorno)
Nell'11ª giornata si sono giocati gli incontri dei quarti di finale dei singolari maschili e femminili e delle semifinali del doppio femminile e misto, sono andati avanti i tornei riservati alla categoria juniores e sono iniziati i tornei riservati agli atleti in carrozzina e alle "leggende" in base al programma della giornata

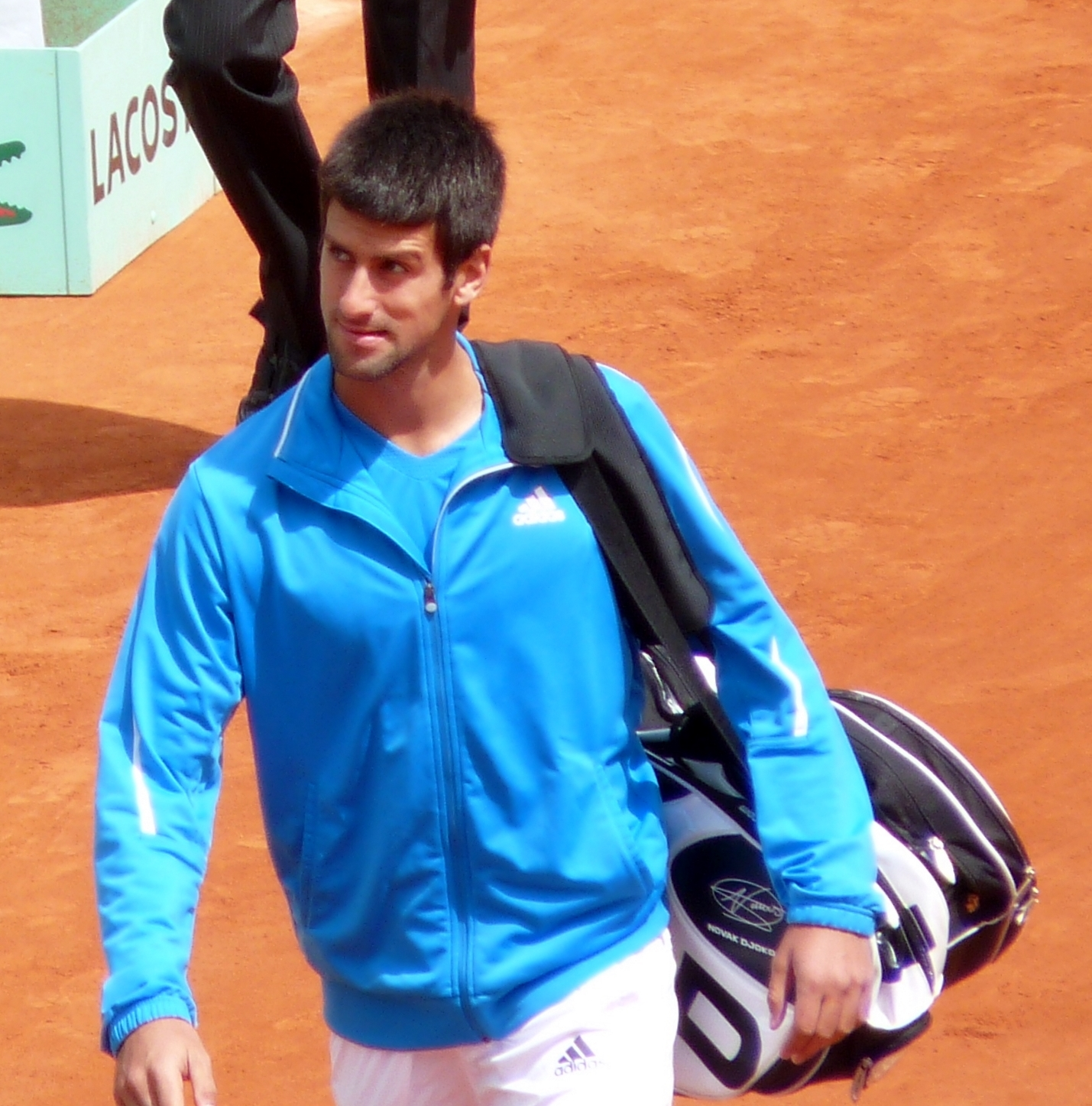
Novak Đoković eliminato a sorpresa da Jürgen Melzer

Nel torneo del singolare maschile lo spagnolo Rafael Nadal ha battuto il connazionale Nicolás Almagro vincendo i primi due set al tiebreak e imponendosi con il punteggio finale di 7-6², 7-6³, 6-4. L'austriaco Jürgen Melzer ha eliminato a sorpresa il serbo Novak Đoković che era andato avanti due set a uno ma perdendo definitivamente per 6-3, 3-6, 5-7, 6-3, 6-3.
Nel torneo del singolare femminile l'australiana Samantha Stosur nel suo incontro di quarti di finale ha battuto la statunitense Serena Williams, testa di serie numero 1, con il punteggio di 6-2, 6²-7, 8-6. La serba Jelena Janković sul Suzanne Lenglen ha avuto la meglio su Jaroslava Švedova vincendo per 7-5, 6-4.
| Incontri sui campi principali                         | Incontri sui campi principali                         | Incontri sui campi principali                         | Incontri sui campi principali                         |
| Incontri sul Court Philippe Chatrier (Campo centrale) | Incontri sul Court Philippe Chatrier (Campo centrale) | Incontri sul Court Philippe Chatrier (Campo centrale) | Incontri sul Court Philippe Chatrier (Campo centrale) |
| Turno                                                 | Vincitore                                             | Perdente                                              | Punteggio                                             |
| ----------------------------------------------------- | ----------------------------------------------------- | ----------------------------------------------------- | ----------------------------------------------------- |
| Quarti di finale singolare femminile                  | Samantha Stosur [7]                                   | Serena Williams [1]                                   | 6-2, 6²-7, 8-6                                        |
| Quarti di finale singolare maschile                   | Rafael Nadal [2]                                      | Nicolás Almagro [19]                                  | 7-6², 7-6³, 6-4                                       |
| Incontri sul Court Suzanne Lenglen (Grandstand)       |                                                       |                                                       |                                                       |
| Turno                                                 | Vincitore                                             | Perdente                                              | Punteggio                                             |
| Quarti di finale singolare femminile                  | Jelena Janković [4]                                   | Jaroslava Švedova                                     | 7-5, 6-4                                              |
| Quarti di finale singolare maschile                   | Jürgen Melzer [22]                                    | Novak Đoković [3]                                     | 3-6, 2-6, 6-2, 7-6³, 6-4                              |

- Teste di serie eliminate:
  - Singolare maschile:  Novak Đoković (3),  Nicolás Almagro (19)
  - Singolare femminile:  Serena Williams (1)
  - Doppio maschile:Nessuna
  - Doppio femminile: Liezel Huber /  Anabel Medina Garrigues (3),  Nuria Llagostera Vives /  María José Martínez Sánchez (2)
  - Doppio misto: Nuria Llagostera Vives /  Oliver Marach (3)

### 3 giugno (12º giorno)
Nella 12ª giornata si sono giocati gli incontri di semifinale del singolare femminile, le semifinali del doppio maschile e la finale del doppio misto. Sono andati avanti i tornei riservati alla categoria juniores e quelli riservati agli atleti in carrozzina e alle "leggende" in base al programma della giornata

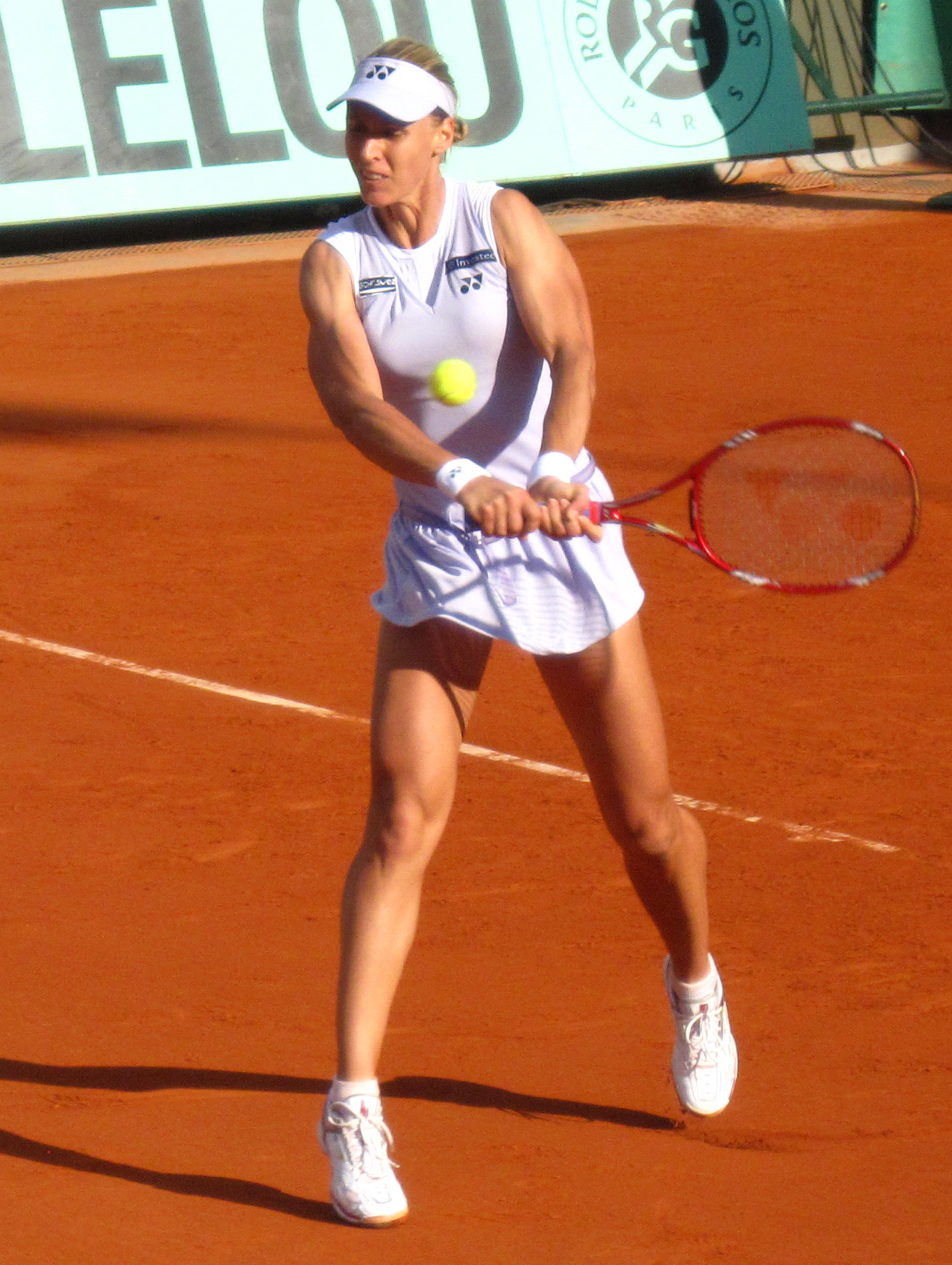
Elena Dement'eva, costretta al ritiro nel match contro Francesca Schiavone

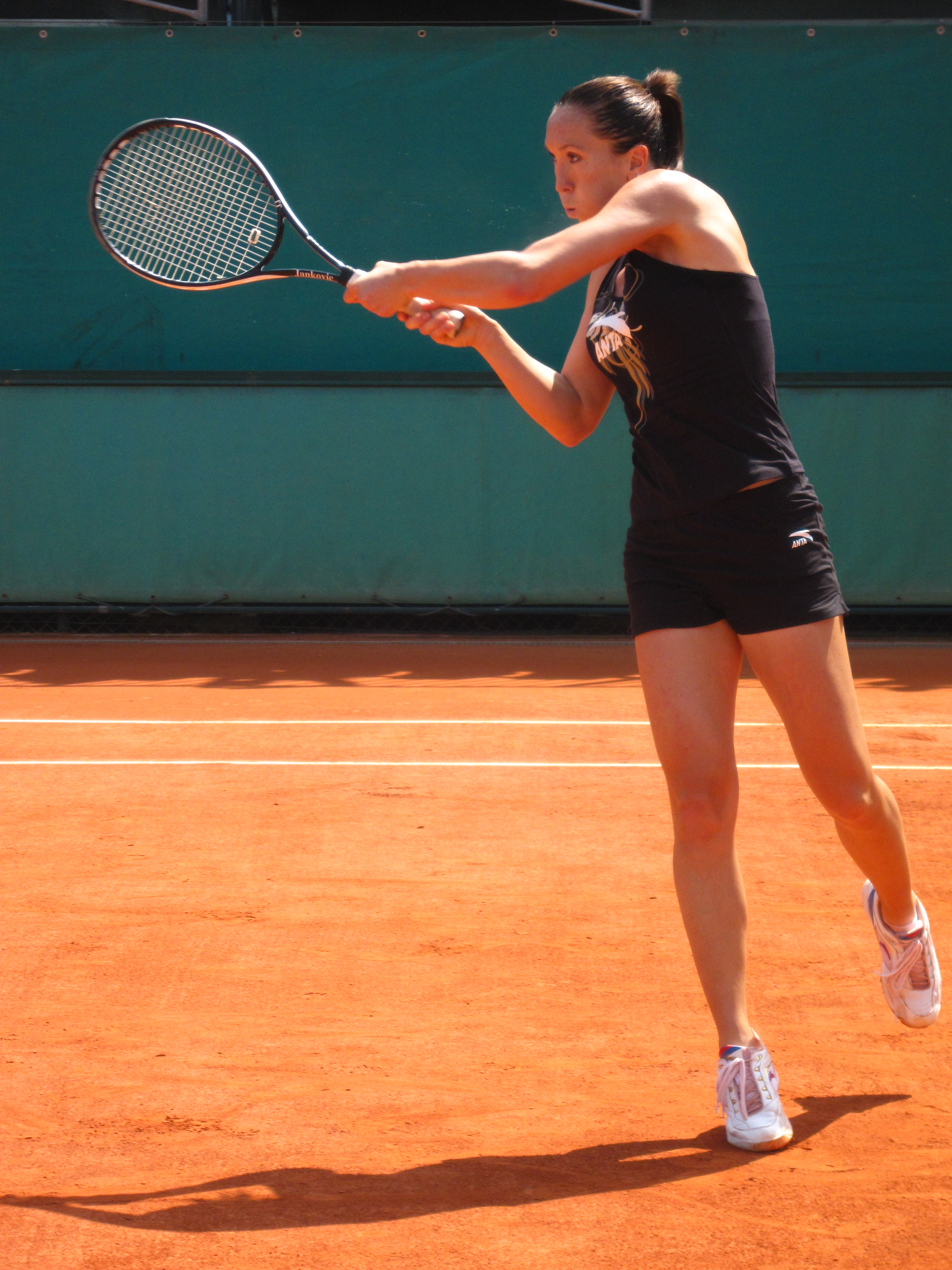
Jelena Janković sconfitta da Samantha Stosur

Nel torneo del singolare femminile l'italiana Francesca Schiavone raggiunge la finale del torneo battendo in semifinale Elena Dement'eva che si è ritirata al termine del primo set, vinto dalla Schiavone al tie-break.
Nell'altra semifinale l'australiana Samantha Stosur ha battuto Jelena Janković per 6-1, 6-2 in 59 minuti di gioco.
| Incontri sui campi principali                         | Incontri sui campi principali                         | Incontri sui campi principali                         | Incontri sui campi principali                         |
| Incontri sul Court Philippe Chatrier (Campo centrale) | Incontri sul Court Philippe Chatrier (Campo centrale) | Incontri sul Court Philippe Chatrier (Campo centrale) | Incontri sul Court Philippe Chatrier (Campo centrale) |
| Turno                                                 | Vincitore                                             | Perdente                                              | Punteggio                                             |
| ----------------------------------------------------- | ----------------------------------------------------- | ----------------------------------------------------- | ----------------------------------------------------- |
| Semifinali singolare femminile                        | Francesca Schiavone [17]                              | Elena Dement'eva [5]                                  | 7-6³, rit.                                            |
| Semifinali singolare femminile                        | Samantha Stosur [7]                                   | Jelena Janković [4]                                   | 6-1, 6-2                                              |
| Finale doppio misto                                   | Katarina Srebotnik [6] Nenad Zimonjić [6]             | Jaroslava Švedova Julian Knowle                       | 4–6, 7–65, [11–9]                                     |
| Incontri sul Court Suzanne Lenglen (Grandstand)       |                                                       |                                                       |                                                       |
| Turno                                                 | Vincitore                                             | Perdente                                              | Punteggio                                             |
| Primo turno leggende femminile                        | Iva Majoli Nathalie Tauziat                           | Gigi Fernández Nataša Zvereva                         | 4–6, 6–3, [10–8]                                      |
| Primo turno doppio leggende over 45                   | Joakim Nyström Mats Wilander                          | Pat Cash Mikael Pernfors                              | 7–64, 6–3                                             |
| Semifinali doppio maschile                            | Daniel Nestor [2] Nenad Zimonjić [2]                  | Wesley Moodie [4] Dick Norman [4]                     | 6–0, 6–3                                              |
| Primo turno doppio leggende over 45                   | Mansour Bahrami Henri Leconte                         | Ilie Năstase Emilio Sánchez                           | 7–64, 3–6, [12–10]                                    |

- Teste di serie eliminate:
  - Singolare maschile:Nessuna
  - Singolare femminile: Elena Dement'eva (5),  Jelena Janković (4)
  - Doppio maschile: Wesley Moodie /  Dick Norman (4),  Julian Knowle /  Andy Ram (10)
  - Doppio misto:Nessuna

### 4 giugno (13º giorno)
Nella 13ª giornata si sono giocati gli incontri di semifinale del singolare maschile e la finale del doppio femminile. Sono andati avanti i tornei riservati alla categoria juniores e alle "leggende". Si sono disputate le finali dei tornei di doppio riservati agli atleti in carrozzina in base al programma della giornata

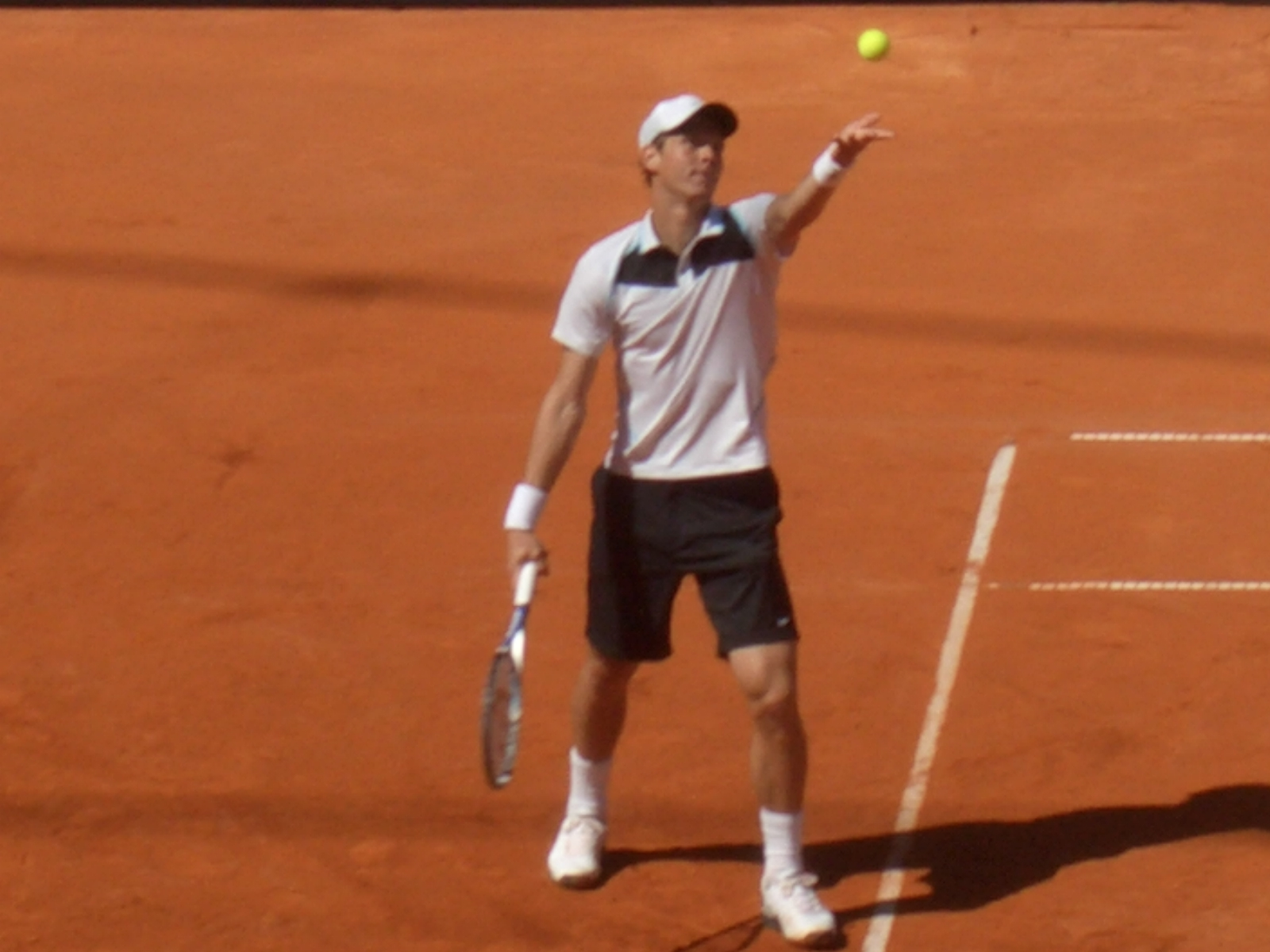
Tomáš Berdych sconfitto da Robin Söderling

Nel torneo del singolare maschile lo svedese Robin Söderling ha sconfitto il ceco Tomáš Berdych per 6-3, 3-6, 5-7, 6-3, 6-3 conquistando la seconda finale consecutiva dell'Open di Francia.

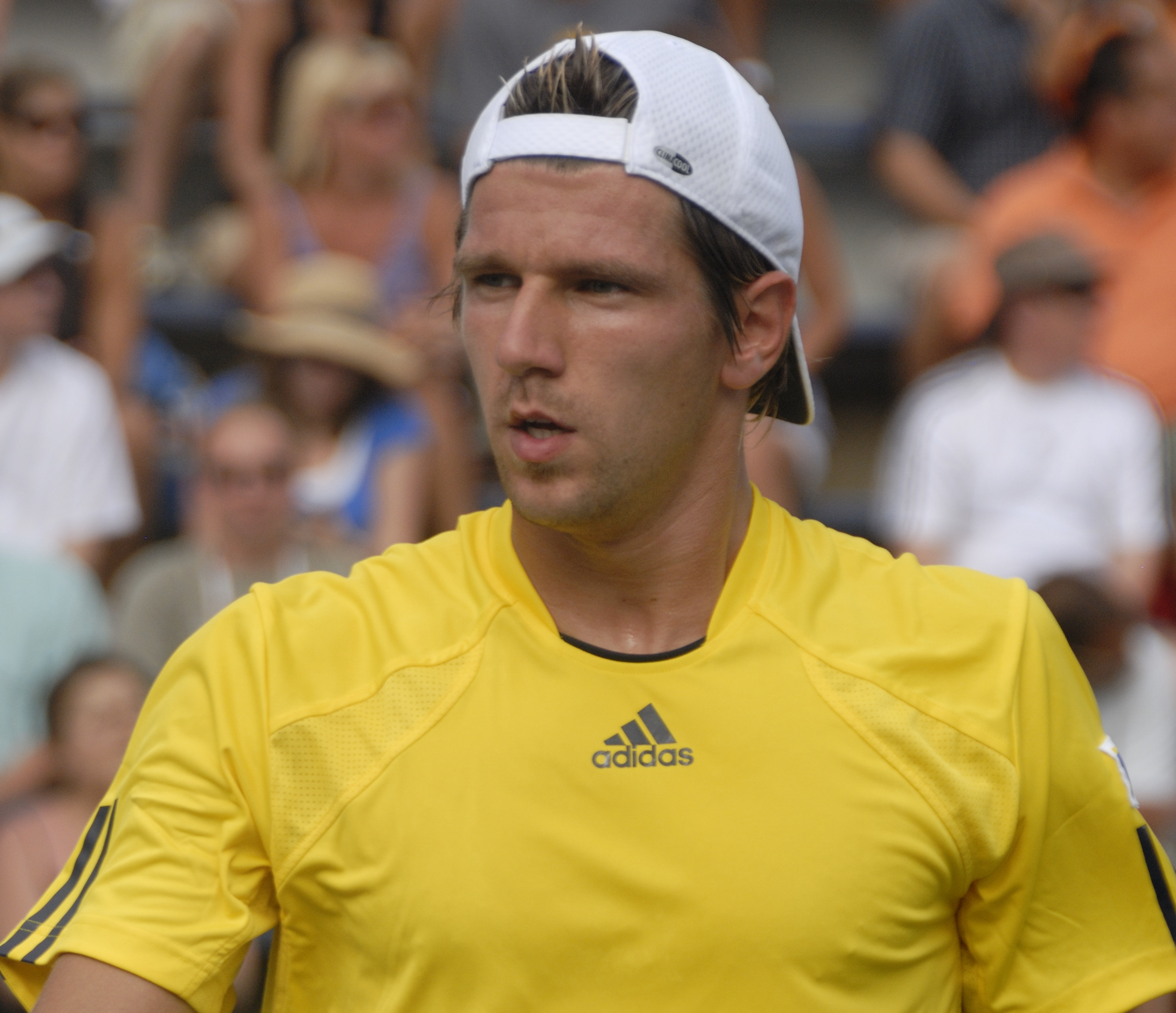
Jürgen Melzer sorpresa del torneo eliminato da Rafael Nadal

Rafael Nadal ha sconfitto la rivelazione del 2010, l'austriaco Jürgen Melzer vincendo per 6-2, 6-3, 7–6(6).
Le sorelle Serena e Venus Williams hanno vinto il torneo di doppio femminile battendo in finale le ceca Květa Peschke e la slovena Katarina Srebotnik per 6-2, 6-3.
| Incontri sui campi principali                         | Incontri sui campi principali                         | Incontri sui campi principali                         | Incontri sui campi principali                         |
| Incontri sul Court Philippe Chatrier (Campo centrale) | Incontri sul Court Philippe Chatrier (Campo centrale) | Incontri sul Court Philippe Chatrier (Campo centrale) | Incontri sul Court Philippe Chatrier (Campo centrale) |
| Turno                                                 | Vincitore                                             | Perdente                                              | Punteggio                                             |
| ----------------------------------------------------- | ----------------------------------------------------- | ----------------------------------------------------- | ----------------------------------------------------- |
| Semifinali singolare maschile                         | Robin Söderling [5]                                   | Tomáš Berdych [15]                                    | 6-3, 3-6, 5-7, 6-3, 6-3                               |
| Semifinali singolare maschile                         | Rafael Nadal [2]                                      | Jürgen Melzer [22]                                    | 6-2, 6-3, 7-66                                        |
| Incontri sul Court Suzanne Lenglen (Grandstand)       |                                                       |                                                       |                                                       |
| Turno                                                 | Vincitore                                             | Perdente                                              | Punteggio                                             |
| Primo turno doppio leggende under 45                  | Arnaud Boetsch Cédric Pioline                         | Thomas Muster Mark Woodforde                          | 6–2, 3–6, [12–10]                                     |
| Primo turno doppio leggende femminile                 | Gigi Fernández Nataša Zvereva                         | Mary Joe Fernández Conchita Martínez                  | 6–1, 6–2                                              |
| Primo turno doppio leggende under 45                  | Evgenij Kafel'nikov Andrij Medvedjev                  | Sergi Bruguera Richard Krajicek                       | 4–6, 6–2, [12–10]                                     |
| Finale doppio femminile                               | Serena Williams [1] Venus Williams [1]                | Květa Peschke [12] Katarina Srebotnik [12]            | 6-2, 6-3                                              |
| Primo turno doppio leggende over 45                   | Ilie Năstase Emilio Sánchez                           | Guy Forget Thierry Tulasne                            | 6–1, 1–6, [10–7]                                      |

- Teste di serie eliminate:
  - Singolare maschile:  Tomáš Berdych (15),  Jürgen Melzer (22)
  - Singolare femminile: Nessuna
  - Doppio maschile:Nessuna
  - Doppio femminile:  Květa Peschke / Katarina Srebotnik (12)
  - Doppio misto:Nessuna

### 5 giugno (14º giorno)
Nella 14ª giornata si sono giocati la finale del singolare femminile e del doppio maschile. Si sono giocate le finali dei tornei riservati alla categoria juniores e sono andati avanti quelli riservati alle "leggende" in base al programma della giornata

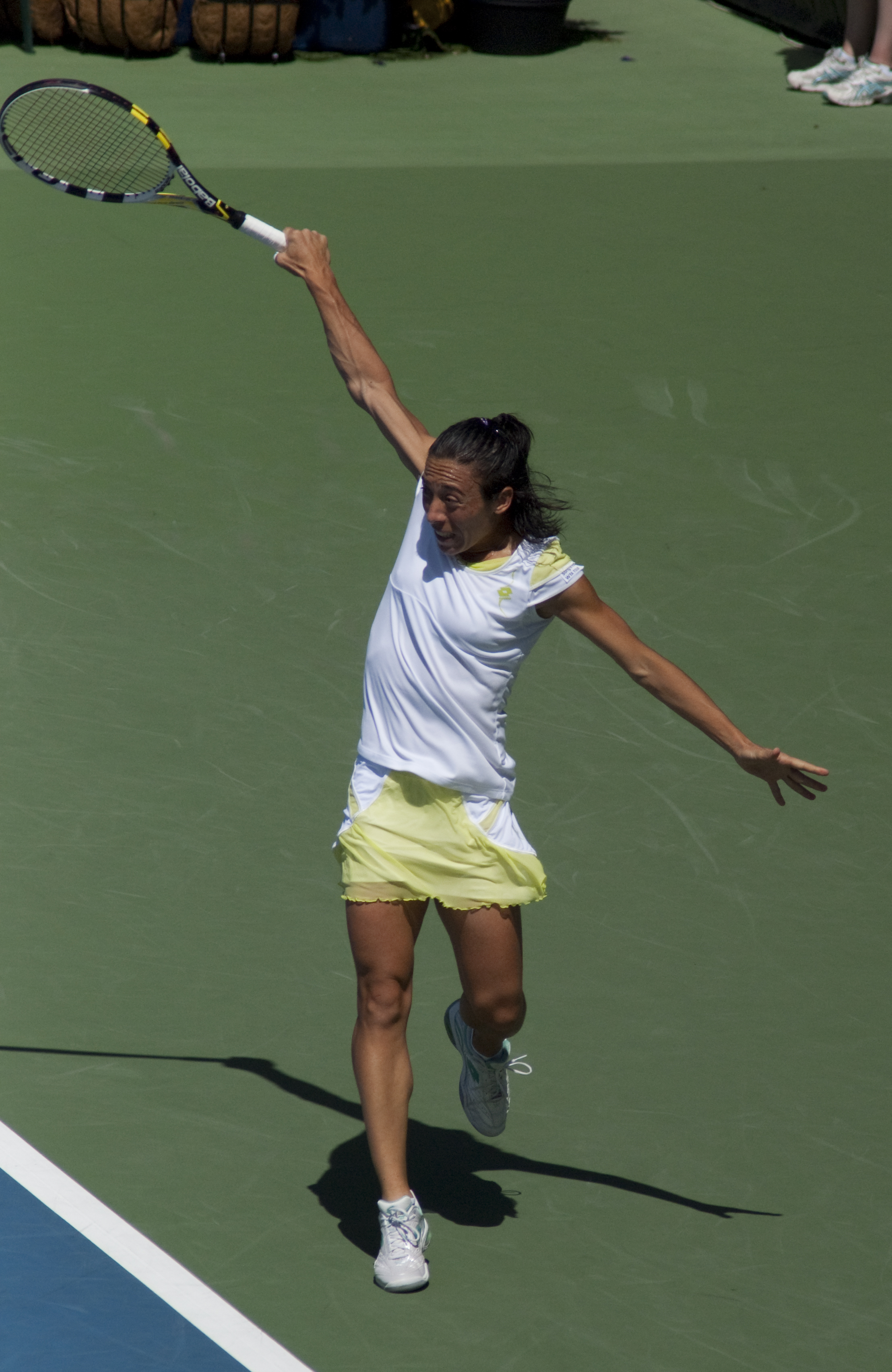
Francesca Schiavone vincitrice del singolare femminile

Nella finale l'italiana Francesca Schiavone ha battuto per 6-4, 7-6² l'australiana Samantha Stosur vincendo il torneo diventando la prima giocatrice italiana a vincere il singolare femminile in un torneo del Grande Slam. Francesca vince il primo set per 6 giochi a 4. Nel secondo set si arriva fino al tiebreak dove la Schiavone chiude per 7 punti a 2.
| Incontri sui campi principali                         | Incontri sui campi principali                         | Incontri sui campi principali                         | Incontri sui campi principali                         |
| Incontri sul Court Philippe Chatrier (Campo centrale) | Incontri sul Court Philippe Chatrier (Campo centrale) | Incontri sul Court Philippe Chatrier (Campo centrale) | Incontri sul Court Philippe Chatrier (Campo centrale) |
| Turno                                                 | Vincitore                                             | Perdente                                              | Punteggio                                             |
| ----------------------------------------------------- | ----------------------------------------------------- | ----------------------------------------------------- | ----------------------------------------------------- |
| Finale singolare femminile                            | Francesca Schiavone [17]                              | Samantha Stosur [7]                                   | 6-4, 7-6²                                             |
| Finale Doppio maschile                                | Daniel Nestor [2] Nenad Zimonjić [2]                  | Lukáš Dlouhý [3] Leander Paes [3]                     | 7-5, 6-2                                              |
| Incontri sul Court Suzanne Lenglen (Grandstand)       |                                                       |                                                       |                                                       |
| Turno                                                 | Vincitore                                             | Perdente                                              | Punteggio                                             |
| Doppio leggende over 45                               | Andrés Gómez John McEnroe                             | Joakim Nyström Mats Wilander                          | 6–2, 6–2                                              |
| Doppio leggende femminile                             | Martina Navrátilová Jana Novotná                      | Iva Majoli Nathalie Tauziat                           | 6–4, 6–2                                              |
| Doppio leggende under 45 gruppo A                     | Evgenij Kafel'nikov Andrij Medvedjev                  | Michael Chang Albert Costa                            | 6–0, 3–6, [10–7]                                      |
| Doppio leggende under 45 gruppo B                     | Goran Ivanišević Michael Stich                        | Arnaud Boetsch Cédric Pioline                         | 6–3, 6–2                                              |

#### Statistiche della finale femminile
| 5 giugno 2010 15:00 Finale femminile | Francesca Schiavone (17) | 2 – 0 6-4, 7-6² | Samantha Stosur (7) | Court Philippe Chatrier, Parigi spettatori: 15.000 Giudice di sedia: Damien Dumusois |

|      |                         |     |  |
| 65%  | Prime di servizio       | 65% |  |
|      |                         |     |  |
| 1    | Doppi falli             | 1   |  |
|      |                         |     |  |
| 19   | Errori gratuiti         | 28  |  |
|      |                         |     |  |
| 72   | Vincenti                | 64  |  |
|      |                         |     |  |
| 6    | Aces                    | 3   |  |
|      |                         |     |  |
| 76%  | Vincenti 1ª di servizio | 71% |  |
|      |                         |     |  |
| 63 % | Vincenti 2ª di servizio | 59% |  |
|      |                         |     |  |
| 72   | Punti totali            | 64  |  |
|      |                         |     |  |
|      |                         |     |  |

- Teste di serie eliminate:
  - Singolare femminile: Samantha Stosur (7)
  - Doppio maschile: Lukáš Dlouhý /  Leander Paes (3)

### 6 giugno (15º giorno)
Nella 15ª e ultima giornata si sono giocate la finale del singolare maschile e le finali dei tornei di singolare riservati alla categoria juniores e di quelli riservati alle "leggende" in base al programma della giornata

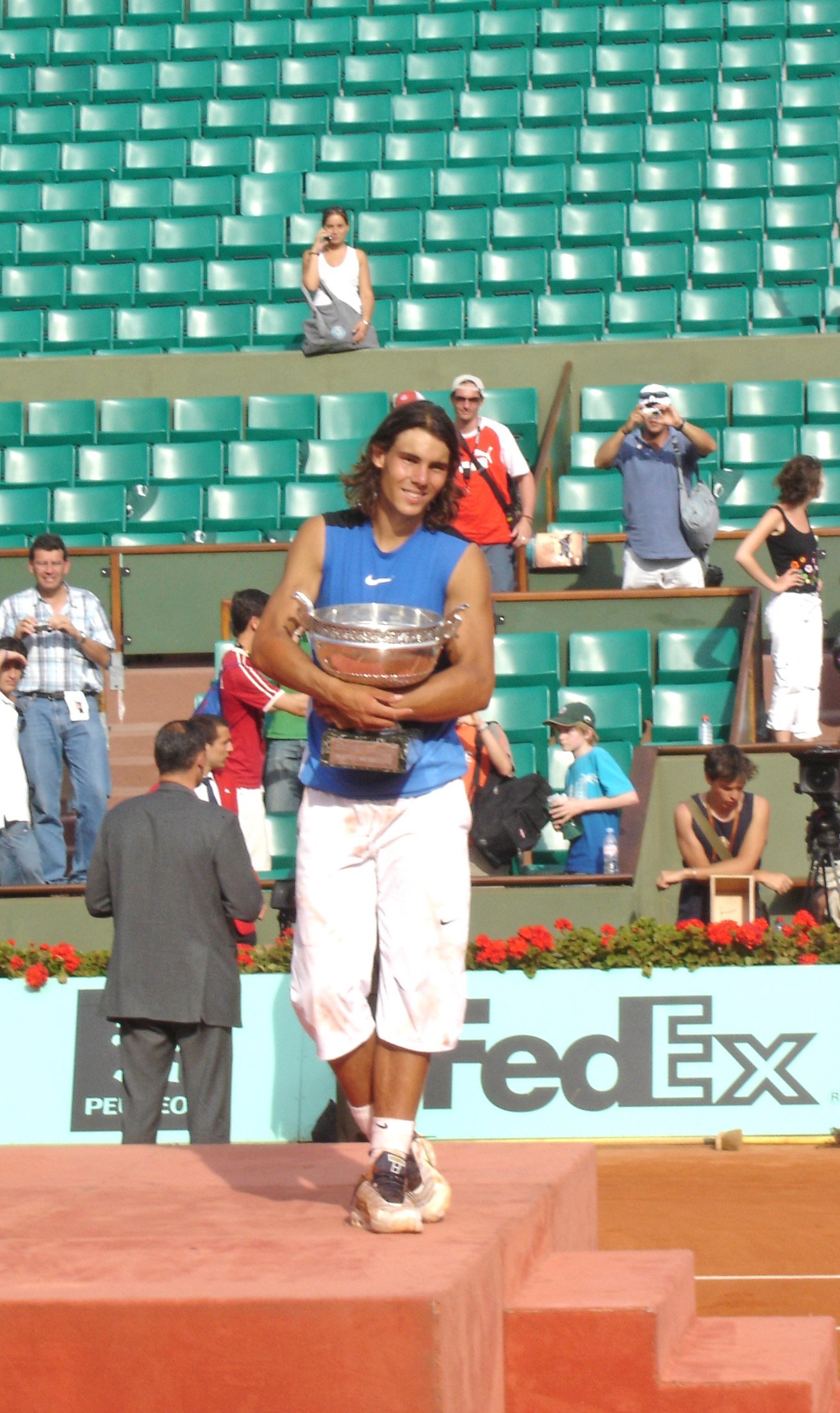
Rafael Nadal con la Coppa dei Moschettieri

Nel torneo del singolare maschile Rafael Nadal ha vinto il torneo senza perdere un set come era già successo nel 2008 battendo in finale Robin Söderling per 6-4, 6-2, 6-4.  Nadal conquista il 4º titolo dell'anno, il 40º della carriera. È il 5º titolo in 6 anni del Roland Garros, il 7º del Grande Slam. Con questo titolo Nadal diventerà il numero 1 del ranking ATP.
.
| Incontri sui campi principali                         | Incontri sui campi principali                         | Incontri sui campi principali                         | Incontri sui campi principali                         |
| Incontri sul Court Philippe Chatrier (Campo centrale) | Incontri sul Court Philippe Chatrier (Campo centrale) | Incontri sul Court Philippe Chatrier (Campo centrale) | Incontri sul Court Philippe Chatrier (Campo centrale) |
| Turno                                                 | Vincitore                                             | Perdente                                              | Punteggio                                             |
| ----------------------------------------------------- | ----------------------------------------------------- | ----------------------------------------------------- | ----------------------------------------------------- |
| Finale singolare maschile                             | Rafael Nadal [2]                                      | Robin Söderling [5]                                   | 6-4, 6-2, 6-4                                         |
| Incontri sul Court Suzanne Lenglen (Grandstand)       |                                                       |                                                       |                                                       |
| Turno                                                 | Vincitore                                             | Perdente                                              | Punteggio                                             |
| Finale doppio leggende 45                             | Andrés Gómez John McEnroe                             | Mansour Bahrami Henri Leconte                         | 6–1, 6–1                                              |
| Finale doppio under 45                                | Evgenij Kafel'nikov Andrij Medvedjev                  | Goran Ivanišević Michael Stich                        | 6–1, 6–1                                              |

#### Statistiche della finale maschile
| 6 giugno 2010 15:00 Finale maschile | Rafael Nadal [2] | 3 – 0 6-4, 6-2, 6-4 | Robin Söderling [5] | Court Philippe Chatrier, Parigi spettatori: 15.000 Giudice di sedia: Cedric Mourier |

|     |                         |     |  |
| 77% | Prime di servizio       | 56% |  |
|     |                         |     |  |
| 1   | Doppi falli             | 4   |  |
|     |                         |     |  |
| 16  | Errori gratuiti         | 45  |  |
|     |                         |     |  |
| 28  | Vincenti                | 32  |  |
|     |                         |     |  |
| 7   | Aces                    | 7   |  |
|     |                         |     |  |
| 74% | Vincenti 1ª di servizio | 65% |  |
|     |                         |     |  |
| 65% | Vincenti 2ª di servizio | 61% |  |
|     |                         |     |  |
| 100 | Punti totali            | 81  |  |
|     |                         |     |  |
|     |                         |     |  |

- Teste di serie eliminate:
  - Singolare maschile: Robin Söderling  (5)

## Seniors

### Singolare maschile
Rafael Nadal ha battuto in finale  Robin Söderling con il punteggio di 6–4, 6–2, 6–4.
- È il 4º titolo dell'anno per Nadal, il 40º della carriera. È il 5º titolo in 6 anni del Roland Garros, il 7º del Grand Slam.
- Con questo titolo Nadal diventa il numero 1 del ranking ATP.

### Singolare femminile
Francesca Schiavone ha battuto in finale  Samantha Stosur con il punteggio di 6–4, 7–6(2).
- È stato il 2º titolo dell'anno per Francesca Schiavone, il 4º della carriera. È stato il suo 1º titolo del Grande Slam.
- Francesca Schiavone è la prima tennista italiana ad aggiudicarsi un torneo del Grande Slam.

### Doppio maschile
Daniel Nestor/  Nenad Zimonjić hanno battuto in finale  Lukáš Dlouhý /  Leander Paes con il punteggio di 7–5, 6–2.

### Doppio femminile
Serena Williams /  Venus Williams hanno battuto in finale  Květa Peschke /  Katarina Srebotnik con il punteggio di 6–2, 6–3.

### Doppio Misto
Katarina Srebotnik /  Nenad Zimonjić hanno battuto in finale  Jaroslava Švedova /  Julian Knowle con il punteggio di 4–6, 7–6(5), [11–9].

## Junior

### Singolare ragazzi
Agustín Velotti ha battuto in finale  Andrea Collarini con il punteggio di 6–4, 7–5.

### Singolare ragazze
Elina Svitolina ha battuto in finale  Ons Jabeur con il punteggio di 6–2, 7–5.
- Svitolina ha vinto il 1º titolo della categoria Junior del Grande Slam.

### Doppio ragazzi
Duilio Beretta /  Roberto Quiroz hanno battuto in finale  Facundo Argüello /  Agustín Velotti con il punteggio di 6–3, 6–2.
- Beretta e Quiroz hanno vinto il 1º titolo della categoria Junior del Grande Slam.

### Doppio ragazze
Tímea Babos /  Sloane Stephens hanno battuto in finale  Lara Arruabarrena-Vecino /  María-Teresa Torro-Flor con il punteggio di 6–2, 6–3.
- Tímea Babos e Sloane Stephens hanno vinto il 1º titolo della categoria Junior del Grande Slam.

## Tennisti in carrozzina

### Singolare maschile carrozzina
Shingo Kunieda ha battuto in finale  Stefan Olsson con il punteggio di 6–4, 6–0.
- Kunieda ha vinto il 10º titolo di singolare in carrozzina del Grande Slam, il 4º Roland Garros.

### Singolare femminile carrozzina
Esther Vergeer ha battuto in finale  Sharon Walraven con il punteggio di 6–0, 6–0.
- Vergeer ha vinto il 15º titolo del singolare in carrozzina del Grande Slam, il 4º Roland Garros.

### Doppio maschile carrozzina
Stéphane Houdet /  Shingo Kunieda hanno battuto in finale  Robin Ammerlaan /  Stefan Olsson con il punteggio di 6–0, 5– 7, [10–8].
- Houdet ha vinto il 4º titolo di doppio in carrozzina del Grande Slam, il 1º Roland Garros.
- Kunieda ha vinto il 9º titolo di doppio in carrozzina del Grande Slam, il 2º Roland Garros.

### Doppio femminile carrozzina
Daniela Di Toro /  Aniek van Koot hanno battuto in finale  Esther Vergeer /  Sharon Walraven con il punteggio di 3–6, 6–3, [10–4].
- Di Toro e van Koot hanno vinto il loro 1º titolo di doppio del Grande Slam.

## Leggende

### Doppio leggende under 45
Evgenij Kafel'nikov /  Andrij Medvedjev hanno battuto in finale  Goran Ivanišević /  Michael Stich con il punteggio di 6–1, 6–1.

### Doppio leggende over 45
John McEnroe /  Andrés Gómez hanno battuto in finale  Mansour Bahrami /  Henri Leconte con il punteggio di 6–1, 6–1.

### Doppio leggende femminile
Martina Navrátilová /  Jana Novotná hanno battuto in finale  Iva Majoli /  Nathalie Tauziat con il punteggio di 6–4, 6–2.

## Teste di serie nel singolare
La seguente tabella illustra i giocatori che non hanno partecipato al torneo, quelli che sono stati eliminati, e i loro nuovi punteggi nella classifica ATP. In corsivo i punteggi provvisori.
| Legenda colori             |
| Vincitore                  |
| Finalista                  |
| Semifinalista              |
| Quarti di finale           |
| Eliminati a 1T, 2T, 3T, 4T |
| Non partecipa              |

### Classifica singolare maschile
| Testa di serie | Giocatore              | Punti | Punti da difendere | Punti conquistati | Nuovo punteggio | Situazione                                  |
| -------------- | ---------------------- | ----- | ------------------ | ----------------- | --------------- | ------------------------------------------- |
| 1              | Roger Federer          | 10030 | 2000               | 360               | 8390            | Eliminato ai quarti da Robin Söderling      |
| 2              | Rafael Nadal           | 6880  | 180                | 2000              | 8700            | Vincitore in finale contro Robin Söderling  |
| 3              | Novak Đoković          | 6405  | 90                 | 360               | 6675            | Eliminato ai quarti da Jürgen Melzer        |
| 4              | Andy Murray            | 5565  | 360                | 180               | 5385            | Eliminato al 4T da Tomáš Berdych            |
|                | Juan Martín del Potro  | 5115  | 720                | 0                 | 4395            | Rinuncia per operazione al polso destro     |
|                | Nikolaj Davydenko      | 5145  | 360                | 0                 | 4785            | Rinuncia per polso rotto                    |
| 5              | Robin Söderling        | 4755  | 1200               | 1200              | 4755            | Sconfitto in finale da Rafael Nadal         |
| 6              | Andy Roddick           | 4600  | 180                | 90                | 4510            | Eliminato al 3T da Tejmuraz Gabašvili [Q]   |
| 7              | Fernando Verdasco      | 3645  | 180                | 180               | 3645            | Eliminato al 4T da Nicolás Almagro          |
| 8              | Jo-Wilfried Tsonga     | 3185  | 180                | 180               | 3185            | Eliminato al 4T da Michail Južnyj           |
| 9              | David Ferrer           | 3010  | 90                 | 90                | 3010            | Eliminato al 3T da Jürgen Melzer            |
| 10             | Marin Čilić            | 2945  | 180                | 180               | 2945            | Eliminato al 4T da Robin Söderling          |
| 11             | Michail Južnyj         | 2375  | 45                 | 360               | 2690            | Eliminati ai quarti da Tomáš Berdych        |
| 12             | Fernando González      | 2385  | 720                | 45                | 1710            | Eliminato al 2T da Aleksandr Dolhopolov     |
| 13             | Gaël Monfils           | 2220  | 360                | 45                | 1905            | Eliminato al 2T da Fabio Fognini            |
| 14             | Ivan Ljubičić          | 2140  | 10                 | 90                | 2220            | Eliminato al 3T da Thomaz Bellucci          |
| 15             | Tomáš Berdych          | 2115  | 10                 | 720               | 2825            | Eliminato in semifinale da Robin Söderling  |
| 16             | Juan Carlos Ferrero    | 2050  | 45                 | 90                | 2095            | Eliminato al 3T da Robby Ginepri            |
| 17             | John Isner             | 1880  | 0(45)              | 90                | 1925            | Eliminato al 3T da Tomáš Berdych            |
|                | Radek Štěpánek         | 1705  | 90                 | 0                 | 1615            | Rinuncia per stanchezza                     |
| 18             | Sam Querrey            | 1675  | 10                 | 10                | 1675            | Eliminato al 1T da Robby Ginepri            |
| 19             | Nicolás Almagro        | 1690  | 90                 | 360               | 1960            | Eliminato ai quarti da Rafael Nadal         |
|                | Tommy Haas             | 1660  | 180                | 0                 | 1480            | Rinuncia per operazione al fianco destro    |
| 20             | Stan Wawrinka          | 1600  | 90                 | 180               | 1690            | Eliminato al 4T da Roger Federer            |
| 21             | Tommy Robredo          | 1505  | 360                | 10                | 1155            | Eliminato al 1T da Viktor Troicki           |
| 22             | Jürgen Melzer          | 1495  | 90                 | 720               | 2125            | Eliminato in semifinale da Rafael Nadal     |
| 23             | Ernests Gulbis         | 1494  | 45                 | 10                | 1459            | Eliminato al 1T da Julien Benneteau         |
| 24             | Thomaz Bellucci        | 1482  | 10                 | 180               | 1642            | Eliminato al 4T da Rafael Nadal             |
| 25             | Marcos Baghdatis       | 1465  | 10                 | 90                | 1545            | Eliminato al 3T da Andy Murray              |
| 26             | Juan Mónaco            | 1510  | 45                 | 10                | 1475            | Eliminato al 1T da Grega Žemlja [Q]         |
| 27             | Feliciano López        | 1420  | 45                 | 10                | 1385            | Eliminato al 1T da Julian Reister [Q]       |
|                | Gilles Simon           | 1395  | 90                 | 0                 | 1305            | Rinuncia per infortunio al ginocchio destro |
| 28             | Lleyton Hewitt         | 1350  | 90                 | 90                | 1350            | Eliminato al 3T da Rafael Nadal             |
| 29             | Albert Montañés        | 1325  | 10                 | 90                | 1405            | Eliminato al 3T da Robin Söderling          |
| 30             | Philipp Kohlschreiber  | 1320  | 180                | 90                | 1230            | Eliminato al 3T da Fernando Verdasco        |
|                | Ivo Karlović           | 1295  | 10                 | 0                 | 1285            | Rinuncia per infortunio al piede destro     |
| 31             | Victor Hănescu         | 1160  | 180                | 90                | 1070            | Eliminato al 3T da Novak Đoković            |
| 32             | Guillermo García López | 965   | 10                 | 45                | 1000            | Eliminato al 2T da Thiemo de Bakker         |

### Classifica singolare femminile
| Testa di serie | Giocatrice                  | Punti | Punti da difendere | Punti conquistati | Nuovo punteggio | Situazione                                     |
| -------------- | --------------------------- | ----- | ------------------ | ----------------- | --------------- | ---------------------------------------------- |
| 1              | Serena Williams             | 8475  | 500                | 500               | 8475            | Eliminata ai quarti da Samantha Stosur         |
| 2              | Venus Williams              | 6386  | 160                | 280               | 6506            | Eliminata al 4T da Nadia Petrova               |
| 3              | Caroline Wozniacki          | 5630  | 160                | 500               | 6130            | Eliminata ai quarti da Francesca Schiavone     |
| 4              | Jelena Janković             | 5160  | 280                | 900               | 5780            | Eliminata in semifinale da Samantha Stosur     |
| 5              | Elena Dement'eva            | 4830  | 160                | 900               | 5570            | Eliminata in semifinale da Francesca Schiavone |
| 6              | Svetlana Kuznecova          | 4661  | 2000               | 160               | 2821            | Eliminata al 3T da Marija Kirilenko            |
| 7              | Samantha Stosur             | 4405  | 900                | 1400              | 4905            | Sconfitta in finale da Francesca Schiavone     |
| 8              | Agnieszka Radwańska         | 4190  | 280                | 100               | 4010            | Eliminata al 2T da Jaroslava Švedova           |
| 9              | Dinara Safina               | 4156  | 1400               | 5                 | 2761            | Eliminata al 1T da Kimiko Date Krumm           |
|                | Kim Clijsters               | 3890  | 0                  | 0                 | 3890            | Rinuncia per infortunio al piede sinistro      |
| 10             | Viktoryja Azaranka          | 3665  | 500                | 5                 | 3170            | Eliminata al 1T da Gisela Dulko                |
| 11             | Li Na                       | 3515  | 280                | 160               | 3395            | Eliminata al 3T da Francesca Schiavone         |
| 12             | Marija Šarapova             | 3350  | 900                | 160               | 3010            | Eliminata al 3T da Justine Henin               |
| 13             | Marion Bartoli              | 3186  | 100                | 160               | 3246            | Eliminata al 3T da Shahar Peer                 |
| 14             | Flavia Pennetta             | 3175  | 5                  | 280               | 3450            | Eliminata al 4T da Caroline Wozniacki          |
| 15             | Aravane Rezaï               | 2875  | 280                | 160               | 2755            | Eliminata al 3T da Nadia Petrova               |
| 16             | Yanina Wickmayer            | 3050  | 100                | 160               | 3110            | Eliminata al 3T da Daniela Hantuchová          |
| 17             | Francesca Schiavone         | 2995  | 5                  | 2000              | 4990            | Vittoria in finale contro Samantha Stosur      |
| 18             | Shahar Peer                 | 2895  | 0                  | 280               | 3175            | Eliminata al 4T da Serena Williams             |
| 19             | Nadia Petrova               | 2795  | 100                | 500               | 3275            | Eliminata ai quarti da Elena Dement'eva        |
| 20             | María José Martínez Sánchez | 2635  | 160                | 5                 | 2480            | Eliminata al 1T da Akgul Amanmuradova          |
| 21             | Vera Zvonarëva              | 2625  | 0                  | 100               | 2725            | Eliminata al 2T da Anastasija Rodionova        |
| 22             | Justine Henin               | 2575  | 0                  | 280               | 2855            | Eliminata al 4T da Samantha Stosur             |
| 23             | Daniela Hantuchová          | 2010  | 5                  | 280               | 2285            | Eliminata al 4T da Jelena Janković             |
| 24             | Lucie Šafářová              | 2075  | 100                | 100               | 2075            | Eliminata al 2T da Polona Hercog               |
| 25             | Zheng Jie                   | 2325  | 100                | 100               | 2325            | Eliminata al 2T da Anastasija Pivovarova [Q]   |
| 26             | Dominika Cibulková          | 2005  | 900                | 160               | 1265            | Eliminata al 3T da Venus Williams              |
| 27             | Al'ona Bondarenko           | 1700  | 5                  | 160               | 1855            | Eliminata al 3T da Jelena Janković             |
| 28             | Alisa Klejbanova            | 1855  | 5                  | 160               | 2010            | Eliminata al 3T da Jaroslava Švedova           |
| 29             | Anastasija Pavljučenkova    | 1850  | 160                | 160               | 1850            | Eliminata al 3T da Serena Williams             |
| 30             | Marija Kirilenko            | 1710  | 5                  | 280               | 1985            | Eliminata al 4T da Francesca Schiavone         |
| 31             | Alexandra Dulgheru          | 1655  | 0(30)              | 160               | 1785            | Eliminata al 3T da Caroline Wozniacki          |
| 32             | Kateryna Bondarenko         | 1570  | 160                | 100               | 1510            | Eliminata al 2T da Aleksandra Wozniak          |

### Assegnazione punteggi
I punteggi della classifica ATP vengono assegnati come illustrato. 
| Turno                | Singolare maschile | Doppio maschile | Singolare femminile | Doppio femminile |
| -------------------- | ------------------ | --------------- | ------------------- | ---------------- |
| Vincitore            | 2000               | 2000            | 2000                | 2000             |
| Finale               | 1200               | 1200            | 1400                | 1400             |
| Semifinali           | 720                | 720             | 900                 | 900              |
| Quarti di finale     | 360                | 360             | 500                 | 500              |
| Ottavi di finale     | 180                | 180             | 280                 | 280              |
| Terzo turno          | 90                 | 90              | 160                 | 160              |
| Secondo turno        | 45                 | 0               | 100                 | 5                |
| Primo turno          | 10                 | –               | 5                   | –                |
| Qualificazione       | 25                 | –               | 60                  | –                |
| 3T di qualificazione | 16                 | –               | 50                  | –                |
| 2T di qualificazione | 8                  | –               | 40                  | –                |
| 1T di qualificazione | 0                  | –               | 2                   | –                |

## Premi in denaro
Tutti i premi sono in Euro; il premio del doppio è distribuito alla coppia.

### Singolari maschile e femminile
- Vincitore: 1 120 000 €
- Finalista: 560 000 €
- Semifinalista: 280 000 €
- Quarti di finale: 140 000 €
- Ottavi di finale: 70 000 €
- Terzo turno: 42 000 €
- Secondo turno: 25 000 €
- Primo turno: 15 000 €

### Doppio maschile e femminile
- Vincitori: 320 000 €
- Finalisti: 160 000 €
- Semifinalisti: 80 000 €
- Quarti di finale: 40 000 €
- Ottavi di finale: 22 000 €
- Secondo turno: 11 000 €
- Primo turno: 7500 €

### Doppio misto
- Vincitori: 100 000 €
- Finalisti: 50 000 €
- Semifinalisti: 25 000 €
- Quarti di finale: 13 000 €
- Ottavi di finale: 7000 €
- Primo turno: 3500 €